# Камила, кралица-консорт на Обединеното кралство
Камила (на английски: Camilla), родена Камѝла Рòзмари Шaнд (на английски: Camilla Rosemary Shand), по-късно Паркър-Боулс (на английски: Parker Bowles; * 17 юли 1947, Лондон, Обединено кралство Великобритания и Северна Ирландия), е член на британското кралско семейство и чрез брака си с принц Чарлз, възкачил се официално на трона на 10 септември 2022 г. като Чарлз III – кралица на Обединено кралство Великобритания и Северна Ирландия и на кралствата от Общността на нациите.
След брака си през 2005 г. с Чарлз като принц на Уелс Камила по закон носи титлата „принцеса на Уелс“, но използва една от другите си титли – херцогиня на Корнуол във всички части на Обединеното кралство освен в Шотландия, където се нарича „херцогиня на Ротси“. Тази необичайна употреба на титли е възприета, тъй като официално титлата „принцеса на Уелс“ се свързва с Даяна Спенсър, първа съпруга на принца и известна публична личност.
Преди да се свърже официално с Чарлз, Камила има зад гърба си един брак и две деца. Тя се появява в публичното пространство по време на т. нар. „Война на Уелс“ (разпадът на брака на Чарлз и Даяна), когато е набедена за любовница на принца. След развода му с изключително популярната Даяна администрацията в Кларънс Хаус (домът на Чарлз) работи много усърдно върху обществения имидж на Камила и тя постепенно се превръща в част от кралския живот. Тя подкрепя принца на Уелс при неговите официални задължения, както и провежда свои такива.

## Ранно детство и образование
Камила Розмари Шанд е родена в Болница „Кингс Колидж“ (Лондон) на 17 юли 1947 г. Израства в Дъ Лейнс – провинциална къща от 18 век в село Плъмптън, Източен Съсекс, и в триетажна къща в Южен Кенсингтън (Лондон) – вторият дом на нейното семейство. Родителите ѝ са бившият офицер от Британската армия майор Брус Шанд (1917 – 2006) и съпругата му Розалинд Кюбит (1921 – 1996), дъщеря на Роланд Кюбит, 3-ти барон Ашкомб. Баща ѝ има различни бизнес интереси след пенсионирането си от армията. Той е най-забележителен като партньор в Блок, Грей и Блок – фирма на търговци на вино в Мейфеър, а по-късно се присъединява към Елис, син и Видлър в Хейстингс и Лондон. Майка ѝ е домакиня. Има по-малка сестра, Соня Анабел Шанд, по мъж Елиът (заминаваща се с интериорен дизайн и търговия на антики), и по-малък брат, Марк Шанд (еколог и пътуващ писател), починал през 2014 г. Една от нейните прабаби по майчина линия, Алис Федерика Едмънстоун (по мъж Кепъл), е метреса на крал Едуард VII от 1898 до 1910 г.
Камила е кръстена на 1 ноември 1947 г. в църквата на село Фърл в Източен Съсекс. Като дете става запалена читателка под влиянието на баща си, който ѝ чете често. Израства с кучета и котки и в ранна възраст научава да язди пони, като се присъединява към лагерите на Пони клуб и печели розетки в обществените детски състезания. Според нея детството ѝ „е било перфектно във всяко отношение“. Биографката Джил Брандрет описва така нейния произход и детство: „Камила често е описвана като имаща „детство от типа на Инид Блайтън“. Всъщност то беше много по-велико от това. Камила, като малко момиче, може да е имала някои черти на личността на Джордж – мъжкото момиче в известната петорка, но децата на Инид Блайтън са били по същество деца от средната класа, а Шанд без съмнение принадлежат към висшата класа. Семейство Шанд имаха положение и имаха прислуга — прислуга в къщата, прислуга в градината, прислуга за децата. Те бяха благородници. Те отвориха градината си за летния празник на местната Асоциация на консервативната партия.“
Когато е на пет години, Камила е изпратена в Дъмбрелс – смесено училище в село Дичлинг, Източен Съсекс. Тя го напуска на 10-годишна възраст, за да учи в Училище „Куинс Гейт“ в Южен Кенсингтън, Лондон. Нейните съученици там я познават като „Мила“. Сред тях е певицата Туинкъл (Лин Рипли), която я описва като момиче с „вътрешна сила“, излъчващо „магнетизъм и увереност“. Една от учителките в училището, писателката Пенелопи Фицджералд, която преподава френски, си спомня Камила като „ярка и жизнена“. Камила напуска Куинс Гейт с едно О-ниво през 1964 г.; родителите ѝ не я карат да остане достатъчно дълго за A-levels (матурите). На 16-годишна възраст тя отива в Толошна, Швейцария, за да посещава женски пансион за обноски и култура „Мон Фертил“. След като го завършва, сама решава да отиде във Франция, за да учи френски език и френска литература за шест месеца в Института на Лондонския университет в Париж.
На 25 март 1965 г. Камила е дебютантка в Лондон, една от 311-те през тази година. След като се мести от дома, тя споделя малък апартамент в Кенсингтън с приятелката си Джейн Уиндъм, племенница на декоратора Нанси Ланкастър. По-късно се премества в по-голям апартамент в Белгравия, който споделя със своята хазайка лейди Мойра Кембъл, дъщеря на херцога на Абъркорн, а по-късно с Вирджиния Карингтън, дъщеря на политика Питър Карингтън, 6-ти барон Карингтън. Вирджиния е омъжена за чичото на Камила Хенри Кюбит от 1973 г. до 1979 г. и през 2005 г. става специална асистентка на нея и принц Чарлз. Камила работи като секретарка в различни фирми в Уест Енд, а по-късно е назначена като рецепционистка в декораторската фирма „Сибил Коулфакс и Джон Фаулър“ в Мейфеър. Уволнена от работа, след като закъснява, след като е била на танци.
Тя става страстна ездачка и често посещава конни събития. Тя също има страст към живописта, което я довежда до частни уроци с художник, въпреки че повечето ѝ творби завършват в боклука. Други нейни интереси са риболовът, растениевъдството и градинарството.

## Бракове и потомство

### Първи брак
В края на 60-те години Камила Шанд се запознава с Андрю Паркър-Боулс, тогава офицер от гвардията – лейтенант в конен полк „Блус и Роялс“, чрез по-малкия му брат Саймън, работещ за винарската фирма на баща ѝ в Мейфеър. След събирания и раздели в продължение на години годежът на Андрю и Камила е обявен във в. „Таймс“ през 1973 г. Сали Бедел-Смит твърди, че съобщението е изпратено от родителите на двойката без тяхното знание, което принуждава Андрю да предложи брак. Те се женят на 4 юли 1973 г. на римокатолическа церемония в Гвардейския параклис на Казарма „Уелингтън“ в Лондон. Камила е на 25 години, а Паркър-Боулс - на 33. Булчинската ѝ рокля е дело на британската модна къща Белвил Сасун, а сред шаферките е кръщелницата на Паркър-Боулс, лейди Ема Хърбърт. Считана е за „обществената сватба на годината“ с 800 гости. Кралските гости, присъстващи на церемонията и приема, включват принцеса Ан, кралица Елизабет (Кралицата-майка) и принцеса Маргарет, графиня на Сноудън.
Двойката създава своя дом в Уилтшър, закупувайки имението Болхайд в Алингтън и по-късно Мидълуик Хаус в Коршам. Двамата имат две деца: Том (роден на 18 декември 1974 г.), който е кръщелник на крал Чарлз III, и Лора (родена на 1 януари 1978 г.). И двете деца са възпитани в римокатолическата вяра на баща си, особено по време на живота на тяхната баба по бащина линия Ан Паркър-Боулс; въпреки това Камила остава англиканка и не приема римокатолицизма. Лора посещава католическо училище за момичета, но се омъжва в англиканска църква; Том не посещава Колеж „Ампълфорт“, в който е учил баща му), а Колеж „Итън“ и се жени извън католическата църква. Том, подобно на баща си, е наследствен пер на Графство Макълсфийлд.
През декември 1994 г., след 21 години брак, Камила и нейният съпруг започват бракоразводна процедура на основание, че живеят отделно от години. През юли същата година майка ѝ Розалинд умира от остеопороза, а баща ѝ по-късно описа това като труден момент за нея. Тяхната молба е удовлетворена през януари 1995 г. в Семейния отдел на Върховния съд в Лондон. Разводът е финализиран на 3 март 1995 г. Година по-късно Андрю Паркър-Боулс се жени за Розмари Питман (починала през 2010 г.).

### Връзка с принц Чарлз
Съобщава се, че Камила и принц Чарлз се запознават в средата на 1971 г. Андрю Паркър-Боулс прекратява връзката си с Камила през 1970-те г. и ухажва принцеса Ан, сестрата на Чарлз. Въпреки че Камила и Чарлз принадлежат към един и същи социален кръг и от време на време посещават едни и същи събития, те не се срещат официално. Техният биограф Брандрет твърди, че двойката не се среща за първи път на мач по поло, както обикновено се смята, а в дома на тяхната приятелка Лусия Санта Круз, която официално ги запознава. Те стават близки приятели и впоследствие започват романтична връзка, добре известна в техния социален кръг. Като двойка редовно се срещат на мачове по поло в Големия парк на Уиндзор, където Чарлз често играе. Те също стават членове на частния клуб Анабелс на площад Бъркли, Мейфеър. Тъй като връзката става по-сериозна, Чарлз се среща със семейството на Камила в Плъмптън и той я запознава с някои членове на семейството си.
Връзката е прекратена, след като Чарлз отпътува в чужбина, за да се присъедини към Кралските военноморски сили в началото на 1973 г. Има различни обяснения защо връзката приключва. Робърт Лейси пише в книгата си Royal: Her Majesty Queen Elizabeth II през 2008 г., че Чарлз се е запознал с Камила твърде рано и не я е помолил да го чака, когато е отишъл в чужбина за военните си задължения. Сара Брадфорд пише в книгата си „Даяна“ през 2007 г., че член от близкия кръг на неговия чичо лорд Маунтбатън твърди, че Маунтбатън е уредил Чарлз да бъде изпратен в чужбина, за да се прекрати връзката с Камила и да се направи път за годежа на Чарлз с внучката му Аманда Кнатчбул. Някои източници предполагат, че кралица (кралицата-майка) Елизабет не е одобрявала брака с Камила, защото е искала Чарлз да се ожени за една от внучките на семейство Спенсър на нейната близка приятелка лейди Фърмой. Други източници също предполагат, че Камила не е искала да се омъжи за Чарлз, а за Андрю Паркър-Боулс, след като е имала периодична връзка с него от края на 60-те години, или че Чарлз е решил, че няма да се жени, докато не стане на 30 години.
Като цяло по-голямата част от кралските биографи са единодушни, че Чарлз не би получил правото да се ожени за Камила, ако поиска разрешение за това. Според братовчедката и кръстницата на Чарлз Патриша Кнатчбул, 2-ра графиня Маунтбатън-Бирманска, някои дворцови придворни по това време смятат Камила за неподходяща като бъдеща съпруга. През 2005 г. тя заявява: „Погледнато назад, може да се каже, че Чарлз трябваше да се ожени за Камила, когато за първи път имаше шанс. Бяха идеални, сега знаем това. Но не беше възможно,“ „...не би било възможно, не и тогава...“ Въпреки това те остават приятели. През август 1979 г. лорд Маунтбатън е убит от Временната ирландска републиканска армия. Чарлз е съкрушен и според сведенията разчита много на Камила за утеха. През този период сред близките приятели на семейство Паркър-Боулс и в общностите на играчите на поло започват да се разпространяват слухове, че те са възобновили интимната си връзка. Източник, близък до Камила, потвърждава, че до 1980 г. те наистина са започнали любовна връзка. Има и твърдения от кралския персонал, че това се е случило по-рано. Съобщава се, че съпругът на Камила е одобрил аферата, докато е имал много любовници по време на брака им. Независимо от това Чарлз скоро започва връзка с лейди Даяна Спенсър и двамата се женят през юли 1981 г.
Аферата става обществено достояние в пресата едва десетилетие по-късно с публикуването през 1992 г. на книгата „Даяна: нейната истинска история“, последвано от скандала „Камилагейт“ през 1993 г. – тайно записан интимен разговор между Камила и Чарлз, който по-късно е предоставен на таблоидите. Книгата и записите веднага навреждат на публичния имидж на Чарлз, а междувременно медиите охулват Камила. Когато извънбрачната връзка излиза наяве, Даяна дава интервю за Би Би Си, в което заявява, че връзката между Камила и принца на Уелс е причината за разпадането на нейния собствен брак, казвайки: „Е, в този брак бяхме трима, така че беше малко пренаселено“. Въпреки че Камила се опитва да остане незабелязана през този период, тези разкрития я правят изключително непопулярна. Слуховете са отричани от нейните приятели, които твърдят че всичко е медийна измислица, превърната в градска легенда. През 1994 г. обаче Чарлз най-накрая говори за връзката си с Камила в Charles: The Private Man, the Public Role с Джонатан Димбълби. Той казва на Димбълби в интервюто: „Г-жа Паркър-Боулс е моя голяма приятелка... приятелка от много дълго време. Тя ще продължи да бъде приятелка за много дълго време.“ По-късно той признава в интервюто, че връзката между него и Камила е била възобновена, след като бракът му е бил „безвъзвратно разбит“ през 1986 г.

#### Реабилитиране на имиджа
Камила се развежда на 3 март 1995 г., а принц Чарлз – на 22 август 1996 г. Принцът обявява, че връзката му с Камила е неподлежаща на обсъждане. Чарлз е наясно, че връзката получава много негативна публичност и назначава PR специалиста Марк Боланд, нает от него през 1995 г., за да обнови собствения му имидж и да подобри публичния имидж на Камила. Камила понякога става неофициална придружителка на Чарлз на събития. През 1999 г. двойката прави първата си публична изява заедно в хотел „Риц“ в Лондон, където присъства на рожден ден; около 200 фотографи и репортери от цял свят са там, за да ги видят. През 2000 г. тя придружава Чарлз в Шотландия за редица официални ангажименти, а през 2001 г. става президент на Кралското общество за остеопороза (ROS), което я представя на обществеността.
По-късно Камила се среща с кралица Елизабет II за първи път откакто връзката е оповестена публично, на 60-ия рожден ден на бившия гръцки крал Константинос II през 2000 г. Тази среща се разглежда като очевиден знак на одобрение от кралицата за връзката на Чарлз с Камила. След поредица от изяви на обществени и частни места кралицата кани Камила на празненствата по случай Златния си юбилей през 2002 г. Тя седи в кралската ложа зад кралицата на един от концертите в Бъкингамския дворец. Съобщава се, че Чарлз е наел двама служители по сигурността на пълен работен ден, които да осигуряват защита на партньорката му. Въпреки че Камила запазва резиденцията си Рей Мил Хаус, която купува през 1995 г. близо до село Лакок в Уилтшър, тя след това се мести в Кларънс Хаус – домакинството на Чарлз и негова официална резиденция от 2003 г.
През 2004 г. Камила придружава Чарлз при почти всички негови официални ангажименти, включително високопоставеното посещение заедно на годишните планински игри (на англ. highland games) в Шотландия. През цялото време медиите спекулират кога двамата ще обявят годежа си и с течение на времето социологическите проучвания, проведени в Обединеното кралство, показват цялостна подкрепа за брака.

### Втори годеж и брак
На 10 февруари 2005 г. от Кларънс Хаус излизат с изявление, че Камила и принцът на Уелс са сгодени. Като годежен пръстен Чарлз дава на Камила диамантен пръстен, за който се смята, че е бил даден на неговата баба, кралица Елизабет (Кралицата-майка), когато тя ражда дъщеря си кралица Елизабет II. Като бъдещ върховен ръководител на Англиканската църква перспективата Чарлз да се ожени за разведена се смята за противоречива, но със съгласието на кралицата, правителството и Англиканската църква двойката успява да се сключи брак. Кралицата, министър-председателят Тони Блеър и архиепископът на Кентърбъри Роуън Уилямс отправят своите най-добри пожелания в изявления пред медиите. През двата месеца след обявяването на техния годеж Кларънс Хаус получава 25 хил. писма с „95 или 99% подкрепящи"; получени са и 908 писма на омраза, като по-заплашителните и лични са изпратени за разследване в полицията.
Бракът би трябвало да се състои на 8 април 2005 г. на гражданска церемония в замъка Уиндзор с последваща църковна благословия в параклиса „Сейнт Джордж“ на замъка. Но тъй като провеждането на гражданска церемония в замъка Уиндзор означава, че след това мястото ще е достъпно за всеки, който иска да сключи брак там, мястото е променено на Уиндзор Гилдхол. На 4 април е съобщено, че сватбата ще бъде отложена с един ден, тъй като Принцът на Уелс трябва да присъства на погребението на папа Йоан Павел II.
На 9 април 2005 г. се състои брачната церемония. Родителите на Чарлз и Камила не присъстват. Вместо това синът на Камила Том и синът на Чарлз принц Уилям са свидетели на съюза. Кралицата и херцогът на Единбург присъстват на службата по благославянето. След това има прием от кралицата за младоженците в замъка Уиндзор. Сред изпълнителите са Хорът на параклиса „Сейнт Джордж", Филхармоничният оркестър и уелският композитор Алън Ходинот. Като сватбен подарък Театралният тръст „Маринский“ от Санкт Петербург довежда беларуската певица мецосопран Екатерина Семенчук в Обединеното кралство, за да изпълни специална песен за двойката. След сватбата двойката отпътува до провинциалното имение на принца в Шотландия Бъркхол (Абърдийншър) и изпълнява първите си обществени задължения заедно по време на медения си месец.
Камила ще бъде коронясана официална на официалната коронация на Чарлз III, но на по-скромна церемония, която ще се състои в събота, 6 май 2023 г., в Уестминстърското абатство в Лондон.

## Обществен живот
След като става херцогиня на Корнуол, Камила автоматично придобива ранга на втората най-високопоставена жена в британския ред на старшинство след кралица Елизабет II и пета или шеста в реда на старшинство на другите ѝ кралства след кралицата, съответния вицекрал, херцога на Единбург и принца на Уелс. Разкрито е, че кралицата е променила кралския ред на старшинство за частни поводи, поставяйки херцогинята на четвърто място след кралицата, кралската принцеса Ан и принцеса Александра Кентска (първа братовчедка на Елизабет II). В рамките на две години след брака кралицата предоставя на Камила видими знаци за членство в кралското семейство: тя ѝ заема тиарата Гревил, преди това принадлежала на Кралицата-майка, и ѝ дава емблемата на Кралския семеен орден на Елизабет II.
След сватбата им Кларънс Хаус става официална резиденция както на херцогинята, така и на Принца на Уелс. Двойката също така остава в Бъркхол за празничните събития и в Хайгроув Хаус в Глостършър за семейните събирания. През 2008 г. те се установяват в Llwynywermod, Уелс, където отсядат при посещението си в Уелс всяка година през лятото и по други поводи. За да прекарва времето си сама с децата и внуците си, Камила все още поддържа дома си Рей Мил Хаус (Уилтшър) в който живее от 1995 до 2003 г.
Според недатирано изявление на Кларънс Хаус Камила някога е била пушачка. Въпреки че не са публикувани подробности, през март 2007 г. е потвърдено, че тя е претърпяла хистеректомия (отстраняване на матката). През април 2010 г. тя си чупи левия крак, докато се разхожда по хълм в Шотландия. През ноември 2010 г. Камила и Чарлз са индиректно замесени в студентските протести, когато колата им е нападната от протестиращи, но остават невредими.
На 9 април 2012 г., на седмата годишнина от сватбата им, кралицата номинира херцогинята за Кралския викториански орден.
През 2015 г. принцът на Уелс поръчва пъб в село Паундбъри да бъде кръстен на херцогинята. Пъбът отваря врати през 2016 г. и носи името „Херцогинята на Корнуол“ (The Duchess of Cornwall Inn).
На 9 юни 2016 г. кралицата номинира херцогинята за член на Тайния съвет. На 1 януари 2022 г. тя прави Камила кралска дама на най-благородния Орден на жартиерата.
На 14 февруари 2022 г. Камила дава положителна проба за COVID-19, четири дни след тази на съпруга си, и се самоизолира. Тя и съпругът ѝ получават първите си дози ваксина срещу COVID-19 през февруари 2021 г.
През март 2022 г. и на фона на руската инвазия в Украйна Камила прави значително дарение за бежанската кампания на в. „Дейли Мейл“.

### Пътувания в чужбина и във Великобритания
Първият самостоятелен ангажимент на Камила като херцогиня на Корнуол е посещение на Многопрофилната болница в Саутхамптън. Тя присъства на ежегодния лондонски парад Trooping the Color за първи път през юни 2005 г., като се появява на балкона на Бъкингамския дворец след това. Херцогинята прави своето встъпителна задгранична обиколка през ноември 2005 г., когато посещава Съединените щати и се среща с президента Джордж У. Буш и първата дама Лора Буш в Белия дом. След това Камила и Чарлз посещават Ню Орлиънс, за да видят последиците от урагана Катрина, и се срещат с някои от жителите, чийто живот е променен драстично от урагана.
През март 2006 г. двойката посещава Египет, Саудитска Арабия и Индия.
През 2007 г. Камила провежда церемониите по именуване на HMS Астют и на новия круизен кораб на Кунюард MS Кралица Виктория. През ноември 2007 г. със съпруга си е на четиридневно посещение в Турция.
През 2008 г. двойката обикаля Карибите, Япония, Бруней и Индонезия.
През 2009 г. те правят обиколка на Чили, Бразилия, Еквадор, Италия и Германия. Посещението им на Светия престол в Италия включва среща с папа Бенедикт XVI. По-късно посещават и Канада. 
В началото на 2010 г. те посещават Унгария, Чехия и Полша. Камила не може да изпълни ангажиментите си по време на обиколката им в Източна Европа, след като получава прещипан гръбначен нерв. През октомври 2010 г. тя придружава принц Чарлз в Делхи за откриването на Игрите на Британската общност през 2010 г.
През март 2011 г. херцогинята и принцът на Уелс посещават Португалия, Испания и Мароко, като се срещат с държавните им глави. През юни 2011 г. херцогинята сама представлява британското кралско семейство на 125-то първенство по тенис „Уимбълдън“ в Уимбълдън. През август 2011 г. тя придружава Принца на Уелс в Тотнъм, за да го посети след края на бунтовете в Лондон. По-късно двойката отива на посещение на жителите на Тотнъм през февруари 2012 г., като се среща с местни собственици на магазини шест месеца след бунтовете, за да види как се справят. В Лондон на 11 септември 2011 г. Камила присъства на възпоменателната служба по случай 10-ата годишнина от атентатите от 11 септември, заедно с министър-председателя Дейвид Камерън и Принца на Уелс. През ноември 2011 г. двамата правят обиколка на Общността на нациите и арабските държави от Персийския залив. Те обикалят Република Южна Африка и Танзания и се срещат с президентите им Джейкъб Зума и Джакая Киквете.
През март 2012 г. херцогинята и принцът на Уелс посещават Норвегия, Швеция и Дания, за да отбележат Диамантения юбилей на кралица Елизабет II. През май 2012 г. кралската двойка предприема четиридневно пътуване до Канада като част от юбилейните тържества. През ноември 2012 г. двамата са в Австралия, Нова Зеландия и Папуа Нова Гвинея за двуседмична юбилейна обиколка. По време на обиколката на Австралия те присъстват на Купа „Мелбърн 2012“, където херцогинята връчва купата на Мелбърн на победителя в надпреварата.
През 2013 г. Камила и Чарлз отиват на турне в Йордания и се срещат с крал Абдула II и съпругата му кралица Рания. Те посещава сирийски бежански лагери от гражданската война. Херцогинята присъства на Държавното откриване на парламента за първи път през май 2013 г. и същия месец пътува до Париж на първото си самостоятелно пътуване извън Обединеното кралство. Същата година Чарлз и Камила присъстват на встъпването в длъжност на нидерландския крал Вилем-Александър, както и на предхождащите церемонията тържества в чест на напускащата кралица Беатрикс.
През юни 2014 г. херцогинята и принцът на Уелс присъстват на честванията на 70-ата годишнина от Десанта в Нормандия в Нормандия, Франция, а през ноември същата година са на деветдневна обиколка в Мексико и Колумбия.
През май 2015 г. херцогинята и принцът на Уелс посещават Северна Ирландия и предприемат първото си съвместно пътуване до Република Ирландия.
През април 2018 г. двойката обикаля Австралия и присъства на откриването на Игрите на Общността на нациите 2018 г. Те също така обикалят и западноафриканските страни Гамбия, Гана и Нигерия през ноември 2018 г.
През март 2019 г. принцът на Уелс и херцогинята на Корнуол заминават на официална обиколка в Куба, което ги прави първите британски кралски особи, посетили страната; обиколката е част от предложенията за укрепване на британско-кубинските връзки. През март 2021 г. двойката отива на първото си официално чуждестранно посещение от началото на коронавирусната пандеми и посещава Гърция по покана на гръцкото правителство, за да отпразнува двестагодишнината от гръцката независимост.
През март 2022 г. те посещават Република Ирландия, за да отбележат Платинения юбилей на кралицата. През май 2022 г. предприемат тридневно пътуване до Канада като част от честванията на юбилея.

## Мода и стил
Първоначално Камила оглавява списъка на американския моден критик Ричард Блекуел с „Десетте най-зле облечени жени“ през 1994 г. и името ѝ се появява отново в него през 1995, 2001 и 2006 г. В годините след брака си Камила развива свой собствен стил и пробва тоалети от известни модни дизайнери. Твърди се, че тя предпочита „характерни стилове на рокли за чай и ризи“ и предпочита „семпли тонове, бяло и синьо“ и „заоблени деколтета“.
През 2022 г. Камила участва в първата си снимка за списание за британския „Вог“, появявайки се в броя за юли 2022 г. Снимките са направени в Кларънс Хаус, а тоалетите са избрани от собствения ѝ гардероб. Тя също е хвалена за колекциите си бижута. През 2018 г. сп. „Татлър“ я сочи в списъка си с най-добре облечените хора във Великобритания, като я хвали за избора ѝ на шапки.

## Благотворителност
Към 2022 г. Камила е патрон на множество организации, някои от които са: 
- Училище „Св. Екатерина“[170] – частно девическо училище в село Брамли близо до град Гилдфорд (Съри)
- Тръст за грижа за животните (Animal Care Trust) – благотворителна организация на Кралския ветеринарен колеж, стремяща се да подобри здравето и грижите за животните чрез клинична практика, образование и пионерски изследвания.[169]
- Дружество на подолозите и подиатристите[171] – професионална асоциация и профсъюз на регистрираните подолози и подиатристи в Обединеното кралство.
- Дом за кучета и котки „Батърсий“ (Лондон) – един от най-старите и известни центрове за спасяване на животни в Обединеното кралство.[172]
- Служба за излъчване на Британските сили (British Forces Broadcasting Service) – осигурява радио и телевизионни програми за въоръжените сили на Негово Величество и техните зависими лица по целия свят,[173]
- Британска федерация по конен спорт – националният ръководен орган на конния спорт във Великобритания и представлява страната в Международната федерация по конен спорт (FEI)[169]

- Замък Дъндърн (Хамилтън, Онтарио) – историческо неокласическо имение от 19 век на бул. „Йорк“ в Хамилтън, Онтарио, Канада
- Оркестър на Ню Куинс Хол
- Сейнт Джонс Смит Скуеър – бивша църква, днес концертна зала в Уестминстър (Лондон)
- Лондонски камерен оркестър – най-дълго утвърденият професионален камерен оркестър в Обединеното кралство
- Балетно училище „Елмхърст“ – асоциирано с Кралския балет в Бирмингам
- Кралски хоспис „Тринити“ (Лондон) – най-старият хоспис в Обединеното кралство
- Кралски джорджански театър – театър и историческа джорджанска постройка в град Ричмънд (Северен Йоркшър), един от най-старите британски съществуващи днес театри
- Arthritis Research UK, към 2021 г. част от Versus Arthritis – най-голямата благотворителна организация в Обединеното кралство, посветена на подкрепата на хора с артрит
- Приятелско дружество на момичетата (The Girls' Friendly Society) – благотворителна организация, която дава възможности на момичета и млади жени на възраст от 5 до 25 г., като ги насърчава да развият пълния си потенциал чрез програми, които осигуряват обучение, изграждане на увереност и други образователни възможности.
- Ортопедичен център „Нюфийлд“ (Nuffield Orthopedic Center) – международно известна ортопедична болница със силни връзки с Оксфордския университет.
- Кралска национална болница за ревматологични заболявания (Royal National Hospital for Rheumatic Diseases) – малка специализирана болница в град Бат
- Благотворителна фондация на Колеж „Плъмтън“ (Plumpton College Charitable Foundation) – в село Плъмтън, Източен Есекс
- Семейството на слоновете (Elephant Family) – международна НПО, посветена на защитата на азиатския слон от изчезване в дивата природа; съвместно председателство с краля.[169]
- Приятели на Кралската академия на изкуствата[174]
- Центрове на Маги за грижа за раковоболните (Maggie's Cancer Caring Centers)
- Тръст на Въздушната линейка за Корнуол и на Въздушна линейка Уилтшър[169]
- Дружество „П. Г. Удхаус“, Нидерландия.[175]

Камила е почетен Главен командир на Медицинската служба на Кралския флот. В тази си роля тя посещава учебния кораб HMS Excellent в пристанището на Портсмът, Хампшър през януари 2012 г., за да награди с медали военноморските медицински екипи, завърнали се от служба в Афганистан. Тя е и почетен член на други патронажи, а през февруари 2012 г. е избрана за старши член на Грейс Ин – едно от четирите професионални дружества на съдиите и адвокатите. През февруари 2013 г. е номинирана за Канцлер на Университета в Абърдийн – роля, която е церемониална и включва връчване на дипломите на завършилите и поема длъжността през юни 2013 г. Тя е първата жена-канцлер на университета и единственият член на кралското семейство, който заема поста от създаването му през 1860 г.
През 2015 г. е обявено нейното президентство на Фестивала на жените по света (Women of the World Festival) – ежегоден фестивал, който празнува постиженията на жените и момичетата, както и разглежда пречките, пред които са изправени по света, по-специално домашното насилие. През 2018 г. и 2020 г. тя става заместник-патрон на Кралското дружество на Общността на нациите и съответно на Кралската академия по танци (RAD), на които кралица Елизабет II е била патрон. През март 2022 г., като президент на Кралската доброволческа служба, Камила стартира наградите „Платинен шампиони“ на организацията, за да отличи 70 доброволци, номинирани от обществеността за техните усилия за подобряване на живота в техните общности. През същия месец тя е номинирана за патрон на лондонския Национален театър от кралица Елизабет II – роля, преди това изпълнявана от нейната доведена снаха Меган Маркъл, херцогиня на Съсекс.

### Остеопороза
През 1994 г. Камила става член на Националното дружество по остеопороза, след като майка ѝ умира болезнено от болестта същата година. Нейната баба по майчина линия също умира от остеопороза през 1986 г. Тя става патрон на благотворителната организация през 1997 г. и е назначена за неин президент през 2001 г. на силно рекламирано събитие, придружена от Принца на Уелс. През 2002 г. тя пуска мини книгата „Скелетен гид за едно здраво теб, витамини и минерали“ (A Skeleton Guide to a Healthy You, Vitamins and Minerals), която има за цел да помогне на жените да се предпазят от болестта. На следващия месец Камила, заедно с 13 видни жени от цял свят, присъства на конференцията на Кръглата маса на международните лидерки за изследване на пречките пред възстановяването на разходите за диагностика и лечение на остеопорозата. Събитието е организирано от Международната фондация за остеопороза и е с домакин кралицата на Йордания Рания, и на него Камила прави първата си публична реч. Международната конференция, която се провежда в Лисабон (Португалия), събира световни общественици, за да се съсредоточат върху лечението на остеопорозата и призовават за помощ от правителството по целия свят.
През 2004 г. тя присъства на друга конференция в Дъблин, организирана от Ирландското общество за остеопороза, а на следващата година посещава Националния институт по здравеопазване в Мериленд, САЩ, за да направи презентация за остеопорозата пред високопоставени здравни фигури.
През 2006 г. Камила стартира кампанията „Разходка на Големия кокал“ (Big Bone walk), водейки 90 деца и хора с остеопороза на разходка и изкачване от 10 мили около езерото Лох Муик в Имението „Балморал“ (Шотландия), за да събере пари за благотворителност. Кампанията събира 200 хил. британски лири и продължава почти всяка година като една от кампаниите за набиране на средства за благотворителност. През 2011 г. тя се появява в драмата на Би Би Си Радио „Стрелците“ (The Archers), играейки себе си, за да повиши интереса към болестта, а през 2013 г. си партнира с телевизионното танцувално състезание „Стриктно ела да танцуваш“ (Strictly Come Dancing), за да събере средства за Националното дружество по остеопороза. До 2006 г. тя говори на повече от 60 мероприятия за болестта в Обединеното кралство и по света и също открива отделения за сканиране на кости и центрове за остеопороза, за да помогне на хората с болестта. Почти всяка година Камила присъства и участва в Световния ден на остеопорозата, като присъства на събития в Обединеното кралство на 20 октомври. Тя продължава да посещава конференции по целия свят и се среща със здравни експерти, за да обсъдят допълнително болестта.
За работата си за повишаване на осведомеността за остеопорозата по света Камила е удостоена с награда „Етел Лефрак“ през 2005 г. от американска благотворителна организация и получава наградата на Фондация „Кон“ през 2007 г. от Националното дружество по остеопороза. През юли 2007 г. херцогинята открива Център за остеопороза на Херцогинята на Корнуол в Кралската болница „Корнуол“ в Труро. Същата година Кингс Колидж (Лондон) ѝ присъжда почетна стипендия (на англ. honorary fellowship) за повишаване на интереса към остеопорозата. През 2009 г. Националното дружество по остеопороза създава наградата „Херцогинята на Корнуол“, която признава постиженията в областта на остеопорозата. През 2016 г. тя получава почетна докторска степен от Университета на Саутхамптън. През 2019 г. Националното общество по остеопороза е преименувано на Кралско общество по остеопороза.

### Жертви на изнасилване и сексуално насилие
След като посещава девет кризисни центъра за жертви на изнасилване през 2009 г. и изслушва разказите на оцелели, Камила започва да повишава осведомеността и да се застъпва за начини за съдействие на жертвите на изнасилване и сексуално насилие да преодолеят травмата. Тя често говори с жертви в кризисния център за изнасилване в Кройдън и посещава други центрове, за да се срещне с персонала и жертвите в Обединеното кралство и по време на задграничните си обиколки.
През 2010 г., заедно с кмета на Лондон Борис Джонсън, тя открива център за жертви на изнасилване в Илинг, Западен Лондон. По-късно центърът се разширява и в други райони на Лондон, включително Хилингдън, Фулъм, Хаунзлоу и Хамърсмит.
През 2011 г. херцогинята открива Помощен център за сексуално насилие „Оукууд Плейс Есекс“ в болница Брентууд в Есекс. Камила е патрон на Тръст „Уилтшър Боби Ван“, който осигурява домашна сигурност за жертви на престъпления и домашно насилие, и на Сейфлайвс (SafeLives) – благотворителна организация, която води кампании срещу домашното насилие и насилието.
През 2013 г. Камила провежда среща в Кларънс Хаус, която събира жертви на изнасилване и групи за подкрепа на жертвите на изнасилване. Директорът на прокуратурата Киър Стармър и вътрешният министър Тереза Мей са гости на събитието. По време на събитието тя представя план за подпомагане на жертвите: около 750 чантички за тоалетни принадлежности, създадени от нейния персонал в Кларънс Хаус и пълни с луксозни тоалетни принадлежности, са раздадени на жертвите в центровете. Херцогинята се сеща за този жест, след като посещава центъра в Дарбишър и пита жертвите какво биха искали, за да им помогне да се почувстват по-спокойни след травмата и съдебномедицинските прегледи. Според Кларънс Хаус събитието е първата среща на високопоставени фигури, която се фокусира изключително върху теми за изнасилването и сексуалното насилие. Същата година херцогинята пътува до Северна Ирландия и открива „Дъ Роуан“ (The Rowan) – център за сексуално насилие и помощен център към Болницата на район Антрим в Антрим, който е първият център за предоставяне на помощ и комфорт на жертвите на изнасилване и сексуално насилие в Северна Ирландия. 
През май 2014 г., по време на кралската обиколка на Канада, херцогинята се среща насаме с две жени, напуснали насилнически домове и получили дългосрочна подкрепа и подслон от Алис Хаус от Дартмут, Нова Скотия.
През март 2016 г., по време на обиколка на Западните Балкани със съпруга си, херцогинята посещава програми на УНИЦЕФ в Черна гора и докато е там, обсъжда сексуалното малтретиране на деца. Показана ѝ е есклузивна предварителна версия на ново приложение, предназначено да предпазва децата от онлайн сексуално насилие. 
През 2017 г. херцогинята си партнира с веригата за търговия на дребно и аптеките Boots, за да създаде линия чанти с тоалетни принадлежности, които ще бъдат предоставени на помощните центрове за сексуално насилие в Обединеното кралство.
През септември 2021 г. Камила е номинирана за патрон на Център „Мирабел“ – първият помощен център за жертви на сексуално насилие в Нигерия. През октомври 2021 г. тя изнася реч при стартирането на Shameless – проект, одобрен от Фондация „Жените на света“ и Лондонски университет „Бърбек“, който се стреми да образова хората относно сексуалното насилие. Тя изразява шока си от убийството на Сара Евърард и призова както мъжете, така и жените да разбият „културата на мълчанието“ около сексуалното насилие.
През февруари 2022 г. Камила, заедно с бившата министър-председателка Тереза Мей, подкрепя кампанията, инициирана от националната здравна служба на Англия за насърчаване на оцелелите от сексуално и домашно насилие да потърсят помощ. Кампанията също така подчертава подкрепата, предлагана в центровете за насочване към жертви на сексуално насилие (SARCs) в Англия. Тя е пусната в първия ден от Седмицата за информираност за сексуалното малтретиране и сексуалното насилие. Тя също така посещава Падингтън Хейвън – помощен център за  жертви на сексуално насилие в Западен Лондон, както и Темз Вали Партнършип – благотворителна организация за оцелели от домашно насилие в град Ейлзбъри.

### Грамотност
Тъй като е запалена читателка, Камила е защитница на грамотността. Тя е патрон на Националния тръст за ограмотяване и други благотворителни организации за ограмотяване. Тя често посещава училища, библиотеки и детски организации, за да чете на малки деца. Освен това участва в чествания на грамотността, включително в Международния ден на грамотността и Световния ден на книгата и авторското право. През 2011 г. тя присъства на ежегодния Хей Фестивал в Хей он Уай, Уелс в подкрепа на ограмотяването на децата и докато е там, дарява книги на книжарниците на Оксфам. През същата година тя дарява пари в подкрепа на кампанията за ограмотяване на в. „Ивнинг Стандарт“. Херцогинята стартира и продължава да стартира кампании и програми за насърчаване на грамотността. Относно разпространението на грамотността Камила заявява през 2013 г. по време на реч на събитие за Националния тръст по грамотност, че „твърдо вярвам във важността на запалването на страстта към четенето в следващото поколение. Имах късмета да имам баща, който беше пламенен библиофил и брилянтен разказвач. В свят, в който писменото слово се конкурира с толкова много други призиви за вниманието ни, ние се нуждаем от повече герои на грамотността, за да продължим да вдъхновяваме младите хора да намерят сами удоволствието и силата на четенето."
От 2014 г. Камила е патрон на конкурса за есе на Кралската общност на нациите. Инициативата, която се ръководи от Кралското дружество на Общността на нациите, моли млади писатели от цялата Британска общност да напишат есета по определена тема, като херцогинята стартира конкурса ежегодно.
От 2015 г. Камила участва в 500 думи (500 Words) – конкурс, стартиран от Радио Би Би Си 2 за деца да пишат и споделят своите истории и е обявена за почетен член на журито на конкурса през 2018 г.
От 2019 г. Камила подкрепя инициативата на Джайлс Брандрет „Поезия заедно“ (Poetry Together), която има за цел да обедини по-млади и по-възрастни поколения чрез рецитиране на поезия.
През януари 2021 г. тя стартира онлайн клуб „Читалня“ (Reading Room) за читатели, писатели и литературни общности, за да се свързват и споделят своите интереси и проекти.
През октомври 2021 г. тя е обявена за патрон на Сребърни истории (Silver Stories) – благотворителна организация, която свързва младите хора с възрастните хора, като ги насърчава да четат истории по телефона.
През януари 2022 г. тя се присъединява към членовете на инициативата „Читалня“ за насърчаване на оставянето на книги в библиотеките на телефонни кабини в Обединеното кралство.

### Други инициативи
Камила е поддръжник на хуманното отношение към животните и патрон на много благотворителни организации за хуманното отношение към животните, включително Дом за кучета и котки „Бетърсий“ и президент на Ветеринарна болница „Брук“ (базирана в Обединеното кралство международна благотворителна организация за копитни животни, фокусирана върху хуманното отношение и грижите за магаретата, конете и мулетата).
Тя често посещава приюти за животни, за да покаже подкрепата си и да види как се грижат за животните. През 2011 г. осиновява спасително кученце от породата Джак Ръсел териер на име Бет от  Дом за кучета и котки „Бетърсий“, а през 2012 г. осинови още едно куче от приюта, на име Блубел. Също така през 2012 г. тя отваря две ветеринарни заведения в Школата по ветеринарни науки на Бристолския университет в Лангфорд в Съмърсет, които осигуряват лечение на болни животни.
През 2015 г. Камила работи с универсален магазин „Фортнъм и Мейсън“, за да продаде 250 буркана мед, произведен от пчели в нейната частна градина в Уилтшър; бурканите, на цена от 20 лири, са разпродадени за две седмици и приходите са дарени на благотворителната организация Кучета за медицинско разпознаване (Medical Detection Dogs), на която тя е патрон. Организацията обучава кучета да откриват миризмата на човешките заболявания с цел разработване на по-бърза, по-ефикасна и по-малко инвазивна диагностика, която води до по-добри резултати за пациентите. Оттогава херцогинята изпраща ограничено издание мед всяка година на магазина, като приходите са дарявани на други нейни благотворителни организации.
Тя подкрепя организации по света, работещи за борбата с бедността и бездомността. Тя е патрон на Емаус UK и през 2013 г., по време на самостоятелното си пътуване до Париж, отива да види работата, извършена от благотворителната организация в този град. Всяка година около Коледа тя посещава общности на Емаус в Обединеното кралство. Емаус е международно движение за солидарност, основано в Париж през 1949 г. от католическия свещеник и капуцин монах абат Пиер за борба с бедността и бездомността.
По подобен начин тя е твърд поддръжник на корпоративните банки (кредитните съюзи), които според нея са „истинска сила за промяна във финансовия пейзаж, служат на хората, а не на печалбата“ и „осигуряват приятелска финансова общност, в която членовете взаимно имат изгода от съвети, както и спестовни сметки и заеми."
Камила също така подкрепя организации и програми за здравословно хранене, за борба с женското обрязване, за изкуства и културно наследство.

## Титли, обръщения, отличия и гербове

### Титли и обръщения
- 17 юли 1947 г. – 4 юли 1973 г.: г-ца Камила Шанд[240]
- 4 юли 1973 г. – 9 април 2005 г.: г-жа Камила Паркър Боулс[241][240]
- 9 април 2005 г. – 8 септември 2022 г.: Нейно кралско височество херцогинята на Корнуол[242]
  - в Шотландия: 9 април 2005 г. – 8 септември 2022 г.: Нейно кралско височество херцогинята на Ротси[242]
- от 8 септември 2022 г.: Нейно Величество Кралицата-консорт[243]

След сватбата с Чарлз юридически Камила става принцеса на Уелс. Тъй като титлата „принцеса на Уелс“ обаче е силно свързана със загиналата Даяна, Камила приема женската форма на най-високопоставената второстепенна титла на съпруга си и става херцогиня на Корнуол. През 2021 г. съпругът ѝ става херцог на Единбург след смъртта на баща си Филип, което я прави херцогиня на Единбург.
Възникват и спорове относно титлата на Камила в случай на възкачване на Чарлз на трона. В съответствие с английското обичайно право, в този случай Камила законно и автоматично би станала кралица-консорт.  Кларънс Хаус заявява по случай сватбата им през 2005 г., че тя ще възприеме обръщението принцеса-консорт (вместо кралица), но за такава титла няма юридически или исторически прецедент. През 2018 г. Кларънс Хаус премахва изявлението относно предложеното обръщение на Камила от официалния си уебсайт. През 2020 г. обаче Кларънс Хаус потвърждава, че плановете Камила да възприеме обръщението принцеса-консорт остават непроменени. В своето послание за Деня на възкачване на трона през 2022 г., публикувано за отбелязване на 70-ата годишнина от нейното управление, кралица Елизабет II заявява, че нейното „искрено желание“ е Камила да бъде известна като кралица-консорт след възкачването на Чарлз на трона. В официалното изявление, публикувано от Бъкингамския дворец за смъртта на кралица Елизабет II на 8 септември 2022 г., Камила е посочена именно така.
Когато се разговаря с кралицата, правилният етикет е да се обръщаш към нея първоначално с Ваше Величество и след това с Мадам (произнася се /mæm/), с кратко „а“ като в jam.

### Отличия
- 7 юни 2005 г.: Възпоменателен медал за стогодишнината на Саскачеван (100 г. от влизането на Саскачеван в Канадската конфедерация)
- 30 октомври 2007 г.: Кралски семеен орден на кралица Елизабет II
- 9 април 2012 г.: Голям кръст на Дама на Кралския викториански орден (GCVO)[257][258]
- 3 ноември 2012 г.: Другар на Ордена на звездата на Меланезия (CSM)[259]
- 3 ноември 2012 г.: Диамантен юбилеен медал на кралица Елизабет II (версия на Папуа Нова Гвинея)[259]
- 1 януари 2022 г.: Кралска дама на най-благородния Орден на жартиерата (LG)[260][261]

- Нидерландия (2013): Медал за встъпването в длъжност на крал Вилем-Александър
- Франция (2014): Голям кръст на Националния орден за заслуги[262]
- Мексико (2015): Лента на Ордена на Атцетския орел[263]

### Звания
- 13 септември 2007 г.: Почетен сътрудник на Кингс Колидж (Лондон)
- 2011: Почетен член на Почитаемата компания на дърводелците и таванаджиите[264]
- 2013 – настояще: Канцлер на Университета на Абърдийн[265]
- 9 юни 2016 г.: Член на Тайния съвет (PC)[266]
- 2017: Член на Почитаемата компания на лозарите[267]
- 2017: Почетен член на Почитаемата компания на водопроводчиците[268]

#### Почетни степени
- 2013: Университет на Абърдийн, доктор по право (LLD)[269]
- 11 февруари 2016 г.: Университет на Саутхамптън, доктор на науките (DSc)[270]
- 16 март 2018 г.: Университет на Честър, доктор по литература (DLitt)

#### Почетни военни звания
- 2012 г.: Главнокомандващ полковник, Кралски австралийски корпус на военната полиция (RACMP)
- 2011 г.: Главнокомандващ полковник, Канадските пушки на кралицата (QOR) (оригинален резервистки полк на канадските въоръжени сили, базиран в Торонто, единственият резервистки канадски полк, който има парашутна роля)
- 2006 г.: Главнокомандващ на Военноморските медицински служби[271]
- 2007 г.:  Лейди спонсор на ядрена подводница HMS Астют[271]
- 2007 г.: Кралски полковник на 4-ти батальон на пушките[271]
- 2008 г.: Почетен въздушен командир на База Халтон[271]
- 2008 г.: Почетен въздушен командир на База Лийминг[271]
- 2009 г.: Главнокомандващ на Морската служба на военните капелани[271]
- 2017 г.: Лейди спонсор на самолетоносач HMS Принц на Уелс (R09)[272]
- 2020 г.: Главнокомандващ полковник на Пушките (пехотен полк на Британската армия)[273]

### Гербове

#### Настоящ герб
На 58-ия рожден ден на Камила на 17 юли 2005 г. Кларънс Хаус обявява, че тя е получила герб от кралица Елизабет II за лична употреба. Съобщено е, че кралицата, Чарлз и Камила са проявили голям интерес към създаването на герба и той е бил изготвен от Питър Гуин-Джоунс, старши гербов крал. Гербът на Камила е с щит, в който са поставени един до друг гербът на нейния съпруг отдясно и гербът на баща ѝ отляво.
Нашлемникът е Имперската корона (наричана още „Кралска корона“ или „Тюдорска корона“).
Щитът е разделен на четири. Първата и четвъртата четвърт са в червено с три леопардоподобни лъва със светлосини нокти и език. Втората четвърт е в златисто с червен лъв, изправен на две лапи, със светлосини лапи и език, в двойна червена рамка с хералдически лилии. Третата четвърт е светлосиня с позлатена арфа със сребърни струни, нарушена от светлосин щит с глава на сребрист глиган със златисти бивни и език, като в горната част щита в сребристо между две червени звезди има черен кръст.
Десният щитодръжец е златист лъв, изправен на две лапи, с чревен език и нокти, и с имперска корона, а левият – светлосин глиган с червен език, със златна корона на врата с кръстове и хералдически лилии, закачена на златна верига, преминаваща зад гърба и завършваща със златен пръстен.
Кръгът на жартиерата, който обгражда щита, е изписан с девиза на Ордена на жартиерата на средновековен френски: Honi soit qui mal y pense („Срам за този, който мисли зло за него“).
Гербът съдържа символика от герба на бащата на Камила: този на рода Шандс ъф Крейг от Абърдийншър. Главата на глиган може да показва връзката с видната фамилия Гордън от Абърдийншър, чийто герб също съдържа глава на глиган. Звездите вероятно произлизат от брачните съюзи със семейства, които са използвали звезди в гербовете си: потенциално семейство Блекхол от Абърдийншър или семейството Рийд ъф Питфодълс. Кръстът се използва за разграничаване на фамилните гербове и е специфичен за бащата на Камила, майор Брус Шанд. Щитодръжецът със синия глиган на Камила повтаря емблемата на майор Шанд.

#### Предходни версии
Първоначалните версии на герба ѝ като херцогиня на Корнуол са изобразени без Ордена на жартиерата, за който тя е номинира през 2022 г. Между 2012 г. и 2022 г. гербът ѝ включва кръга на Кралския викториански орден с окачен надпис GCVO.

### Транспаранти, знамена и щандарти
Щандартът на Камила е Кралският щандарт, съчетан с герба на баща ѝ Брус Шанд. Има и отделен вариант за използване в Шотландия.
- Кралски щандарт на кралица Камила
- Кралски щандарт на кралица Камила за употреба в Шотландия.

## Брак и потомство
Камила се омъжва два пъти:
∞ 1. 4 юли 1973 в Гвардейския параклис на Казарма „Уелингтън“ в Лондон за Андрю Хенри Паркър-Боулс (* 27 декември 1939, Съри, Англия), военен, от когото има един син и една дъщеря:
- Том Паркър-Боулс (* 18 декември 1984 в Лондон), кулинарен писател и критик; ∞ 10 септември 2005 в църква „Сейнт Николас“ в Ротфийлд Грейс (Оксфордшър) за Сара Байс, журналистка, от която има дъщеря и син
- Лора Паркър-Боулс (* 1 януари 1978 в Суиндън, Уилтшър), арт кураторка; ∞ 6 май 2006 в църква „Сейнт Сириак“ в Лакок (Уилтшър) за Хари Маркъс Джордж Лопес, експерт-счетоводител, от когото има една дъщеря и двама близнака.

∞ 2. 9 април 2005 в Уиндзор Гилдхол, Лондон за Чарлз Филип Артър Джордж (* 14 ноември 1948 в Лондон), принц на Уелс, от септември 2022 г. крал на Обединено кралство Великобритания и Северна Ирландия и на 14 други кралства от Общността на нациите, от когото няма деца.

## Родословие
Произходът на Камила е предимно английски. Тя също има нидерландски, шотландски, американски колониални, френски и френско-канадски предци.
Чрез своя прапрадядо по майчина линия – Уилям Кепъл, 7-ми граф на Албъмарл Камила произлиза от нидерландския емигрант Арнолд Йост ван Кепел, който е направен граф на Албъмарл от английския крал Уилям III през 1696 г. Синът на Арнолд, Вилем/Уилям Ан ван Кепъл, 2-ри граф на Албъмарл, се жени за лейди Ан Ленъкс, дъщерята на Чарлз Ленъкс, 1-ви херцог на Ричмънд, извънбрачен син на крал Чарлз II. Чрез Ан Ленъкс потеклото на Камила произлиза от Стюартите и Бурбоните. Шотландското потекло на Камила произлиза от шотландския крал Робърт III Стюарт чрез неговата дъщеря Мери, която е майка на сър Уилям Едмънстоун от Дънтрийт, прародител на нейния прапрадядо по майчина линия, сър Уилям Едмънстоун, 4-ти баронет.
Нейните предци по бащина линия, семейство от висшата класа, емигрират в Англия от Шотландия. По бащина линия тя произлиза от Джеймс Шанд, 1-ви леърд (земевладелец) на Крейджъли, чийто баща, също на име Джеймс, заема длъжността Провост на Банф. Други благороднически предци по бащина линия включват Джордж Кийт, 5-ти граф Маришал, Уилям Дъглас, 7-ми граф на Мортън и Джордж Хей, 1-ви граф на Кинул.
Френското потекло на Камила произлиза частично от нейната прапрабаба по майчина линия, София Мери Макнаб от Хамилтън, Онтарио, дъщеря на сър Алън Макнаб, който е министър-председател на Провинция Канада преди Конфедерацията. София е съпруга на Уилям Кепъл, 7-ми граф на Албъмарл, а техният син е Джордж Кепъл (прадядо на Камила по майчина линия). Чрез София Камила произлиза от френските колонисти от 17 век Закари Клутие и Жан Гийон, които основават някои от основните фамилии на град Квебек.  Чрез София  тя също произлиза от няколко американски лоялисти, като Ифраим Джоунс, роден в Масачузетс през 1750 г., който се бие с британците по време на Американската революция и е заловен в битката при Саратога, и по-късно се установява в Горна Канада. Дъщеря му София се омъжва за Джон Стюарт младши (роден през 1777 г. в Ню Йорк), син на Джон Стюарт, който е роден в Пенсилвания през 1740 г. и е капелан на 2-ри батальон на Кралския кралски полк на Ню Йорк.
Чрез Хенри Кавендиш, 2-ри херцог на Нюкасъл, Камила и Чарлз са девети братовчеди.
|  |                                             |  |  |  |  |  |  |  |  |  |  |  |  |
|  | 8. Александър Фокнър Шанд                   |  |  |  |  |  |  |  |  |  |  |  |  |
|  |                                             |  |  |  |  |  |  |  |  |  |  |  |  |
|  |                                             |  |  |  |  |  |  |  |  |  |  |  |  |
|  | 4. Филип Мортън Шанд                        |  |  |  |  |  |  |  |  |  |  |  |  |
|  |                                             |  |  |  |  |  |  |  |  |  |  |  |  |
|  |                                             |  |  |  |  |  |  |  |  |  |  |  |  |
|  | 9. Огъста Мери Коутс                        |  |  |  |  |  |  |  |  |  |  |  |  |
|  |                                             |  |  |  |  |  |  |  |  |  |  |  |  |
|  |                                             |  |  |  |  |  |  |  |  |  |  |  |  |
|  | 2. Брус Шанд                                |  |  |  |  |  |  |  |  |  |  |  |  |
|  |                                             |  |  |  |  |  |  |  |  |  |  |  |  |
|  |                                             |  |  |  |  |  |  |  |  |  |  |  |  |
|  | 10. Джордж Уудс Харингтън                   |  |  |  |  |  |  |  |  |  |  |  |  |
|  |                                             |  |  |  |  |  |  |  |  |  |  |  |  |
|  |                                             |  |  |  |  |  |  |  |  |  |  |  |  |
|  | 5. Едит Маргърит Харингтън                  |  |  |  |  |  |  |  |  |  |  |  |  |
|  |                                             |  |  |  |  |  |  |  |  |  |  |  |  |
|  |                                             |  |  |  |  |  |  |  |  |  |  |  |  |
|  | 11. Алис Едит Стилман                       |  |  |  |  |  |  |  |  |  |  |  |  |
|  |                                             |  |  |  |  |  |  |  |  |  |  |  |  |
|  |                                             |  |  |  |  |  |  |  |  |  |  |  |  |
|  | 1. Камила, кралица-консорт                  |  |  |  |  |  |  |  |  |  |  |  |  |
|  |                                             |  |  |  |  |  |  |  |  |  |  |  |  |
|  |                                             |  |  |  |  |  |  |  |  |  |  |  |  |
|  | 12. Хенри Кюбит (2-ри барон Ашкомб)         |  |  |  |  |  |  |  |  |  |  |  |  |
|  |                                             |  |  |  |  |  |  |  |  |  |  |  |  |
|  |                                             |  |  |  |  |  |  |  |  |  |  |  |  |
|  | 6. Роланд Кюбит (3-ти барон Ашкомб)         |  |  |  |  |  |  |  |  |  |  |  |  |
|  |                                             |  |  |  |  |  |  |  |  |  |  |  |  |
|  |                                             |  |  |  |  |  |  |  |  |  |  |  |  |
|  | 13. Мод Мариан Калвер                       |  |  |  |  |  |  |  |  |  |  |  |  |
|  |                                             |  |  |  |  |  |  |  |  |  |  |  |  |
|  |                                             |  |  |  |  |  |  |  |  |  |  |  |  |
|  | 3. Розалинд Кюбит                           |  |  |  |  |  |  |  |  |  |  |  |  |
|  |                                             |  |  |  |  |  |  |  |  |  |  |  |  |
|  |                                             |  |  |  |  |  |  |  |  |  |  |  |  |
|  | 14. Джордж Кепъл                            |  |  |  |  |  |  |  |  |  |  |  |  |
|  |                                             |  |  |  |  |  |  |  |  |  |  |  |  |
|  |                                             |  |  |  |  |  |  |  |  |  |  |  |  |
|  | 7. Соня Розмъри Кепъл                       |  |  |  |  |  |  |  |  |  |  |  |  |
|  |                                             |  |  |  |  |  |  |  |  |  |  |  |  |
|  |                                             |  |  |  |  |  |  |  |  |  |  |  |  |
|  | 15. Алис Фредерика Кепъл, по мъж Едмънстоун |  |  |  |  |  |  |  |  |  |  |  |  |
|  |                                             |  |  |  |  |  |  |  |  |  |  |  |  |
|  |                                             |  |  |  |  |  |  |  |  |  |  |  |  |

## Обяснителни бележки
1. ↑  На 10 септември официално за Англия и Канада, на 11 септември за Шотландия, Уелс и Северна Ирландия, и Австралия, на 12 септември за Нова Зеландия, на 13 септември за Папуа Нова Гвинея, Соломонови острови и Тувалу.
2. ↑  Включва 14 кралства: Антигуа и Барбуда, Австралия, Бахамските острови, Белиз, Канада, Гренада, Ямайка, Нова Зеландия, Папуа Нова Гвинея, Сейнт Китс и Невис, Сейнт Лусия, Сейнт Винсент и Гренадини, Соломонови острови и Тувалу. Някои от тях желаят да станат републики (вж. по въпроса  Which countries will King Charles III reign over?, Az Jazeera, 12 септември 2022, посетено на 20 септември 2022).
3. ↑  Някои източници съобщават, че тя е родена в село Плъмптън, но изглежда, че това е объркване на дома ѝ от детството с родното ѝ място.
4. ↑  В Обединеното кралство обикновеното ниво на Общото свидетелство за образование (GCE), наричано още O-ниво или ниво O, е било академична квалификация, базирана на предмет. Въведено през 1951 г. като заместител на 16-School Certificate (SC), O-level действа като път към новото, по-задълбочено и академично строго ниво A (Advanced Level) в Англия, Уелс и Северна Ирландия. По-късно е добавено допълнителното и по-професионално свидетелство за средно образование (CSE), за да се разширят наличните предмети и да се предложат квалификации по неакадемични предмети. Източник: Уикипедия на английски език, посетено на 20 септември 2022 г.
5. ↑  Дебютантката е млада жена от аристократичен произход или от висшата класа, достигнала зрялост и като нова възрастна представяща се на обществото на официален „дебют“ или на дебютантски бал.
6. ↑  Вечерта на 3 март 2021 г. 33-годишната Сара Евърард е отвлечена в Южен Лондон, Англия, докато се прибира към района на Брикстън Хил от къщата на приятел близо до Клафам Комън. Служителят на Метрополната полиция Уейн Кузенс казва на Евърард, че я арестува за нарушаване на разпоредбите за COVID-19, но я закарва дблизо до Дувър, където я изнасилва и удушва, преди да изгори тялото ѝ и да изхвърли останките ѝ в близкото езеро.
7. ↑  В хералдиката страните на щита се определят не от положението на зрителя, а от това на този, който го държи. Поради тази причина хералдично ляво е всъщност дясно за зрителя и т.н.

## Библиографски бележки
1. ↑  Charles formally confirmed as king in ceremony televised for first time. // BBC News. 10 септември 2022. Посетен на 20 септември 2022.
2. ↑  Graham, с. 9
3. ↑  Historic England. "The Laines (1238285)". National Heritage List for England.Посетено на 18 септември 2022.
4. ↑  Brandreth 2007, с. 104.
5. ↑  Obituary: Bruce Shand //   BBC News, 11 юни 2006.  Архивиран от оригинала на 1 ноември 2020. Посетен на 22 септември 2022.
6. ↑  Klatell, James. Camilla 'Devastated' By Father's Death //   CBS News, 11 юни 2006.  Архивиран от оригинала на 3 февруари 2021. Посетен на 18 септември 2022.
7. ↑  Junor. The Duchess.   с. 29–34.
8. ↑  Duchess of Cornwall's brother dies //   BBC News, 24 април 2014.  Архивиран от оригинала на 12 ноември 2020. Посетен на 18 септември 2022.
9. 1 2  Powell, Kimberly. Ancestry of Camilla Parker-Bowles //   thoughtco.com, 22 октомври 2017. Посетен на 18 септември 2022.
10. ↑  Royal Christenings (aka Christening Information of the Royal Family since King George I) //    Архивиран от оригинала на 6 август 2011. Посетен на 28 март 2015.
11. ↑  Junor. The Duchess.   с. 32.
12. 1 2  Brandreth 2007, с. 105.
13. ↑  Brandreth 2007, с. 108–109.
14. ↑  Brandreth 2007, с. 108.
15. 1 2  Childhood and Education //   Посетен на 22 септември 2022. ... attended Mon Fertile school in Switzerland ...
16. ↑  Brandreth 2007, с. 146–47.
17. 1 2 3  "Camilla admits to nerves over her 'rusty' French as she embarks on first solo visit abroad". Hello!. 28 май 2013. Архивиран от оригинала на 21 януари 2021. Посетен на 26 юни 2013.
18. ↑  Brandreth 2007, с. 160.
19. ↑  Wilson, с. 16–17
20. ↑  Brandreth 2007, с 172.
21. ↑  More help for Charles and Camilla //   BBC News, 23 ноември 2005.  Архивиран от оригинала на 14 декември 2020. Посетен на 22 септември 2022.
22. ↑  Brandreth 2007, с. 171.
23. ↑  Perry, Simon. Why Was Camilla, Duchess of Cornwall Fired from Her First Job? (Hint: It's Something Everyone Has Done Once!) //  People.   1 ноември 2016. Посетен на 18 септември 2022.
24. 1 2  Brandreth 2007, с. 178.
25. ↑  Perry, Keith. My paintings were so bad they went in bin, jokes Duchess of Cornwall //  The Daily Telegraph.   18 февруари 2014. Посетен на 22 септември 2022.
26. ↑  Smith, David. The rise and rise of Queen Camilla //  The Guardian.   London, 12 февруари 2005.  Архивиран от оригинала на 5 ноември 2013. Посетен на 19 септември 2022.
27. ↑  Brandreth 2007, с. 187–88.
28. ↑  Brandreth 2007, с. 174.
29. ↑  Brandreth 2007, с. 175
30. ↑  Graham, с. 38
31. ↑  Hallemann, Caroline. Camilla Shand's Wedding to Andrew Parker Bowles Will Feature in The Crown's Third Season //  Town & Country.   13 ноември 2019. Посетен на 19 септември 2022.
32. ↑  Brandreth 2007, с. 186.
33. ↑  Brandreth 2007, с. 186.
34. ↑  "Major A.H. Parker Bowles and Miss C.R. Shand", The Times, 5 July 1973.
35. 1 2  Graham, с. 39
36. ↑  Brandreth 2007, с. 186.
37. ↑  Brandreth 2007, с. 187.
38. ↑  Armstrong, Julie. Pink Floyd drummer Nick Mason welcomes Camilla back to her old home ground //  gazetteandherald.co.uk.   2 юни 2013.  Архивиран от оригинала на 7 септември 2014. Посетен на 7 септември 2014.
39. ↑  Graham, с. 43
40. ↑  Graham, с. 44
41. ↑  Duchess of Cornwall grandchild wins Royal baptism //  The Daily Telegraph.   14 юни 2008.  Архивиран от оригинала на 10 януари 2022. Посетен на 22 септември 2022.
42. ↑  Brandreth 2007, с. 280–81
43. ↑  Junor. The Duchess.   с. 134.
44. ↑  Walker, Tim. Rosemary Parker Bowles dies after battle against cancer //  The Daily Telegraph.   12 януари 2010.  Архивиран от оригинала на 10 януари 2022. Посетен на 10 юли 2014.
45. ↑  Graham, с. 284
46. ↑  Brandreth 2007, с. 181.
47. ↑  Brandreth 2007, с. 177.
48. ↑  Brandreth 2007, с. 320
49. ↑  Mayer, с. 98
50. ↑  Mayer, с. 97 – 98
51. ↑  Junor. The Duchess.   с. 9.
52. ↑  Graham, с. 29
53. ↑  Brandreth 2007, с. 178, 181.
54. ↑  Brandreth 2007, с. 181.
55. ↑  Graham, с. 32 – 33
56. ↑  Graham, с. 38
57. ↑  Brandreth 2007, с. 182 – 85.
58. ↑  Lacey, с. 268
59. ↑  Bradford, Sarah. Diana.   Penguin (Non-Classics), 2007. ISBN 978-0-14-311246-4. Посетен на 6 януари 2016.
60. ↑  Erickson, Carolly. Lilibet: An Intimate Portrait of Elizabeth II.   St Martin's Griffin, 2005. ISBN 978-0-312-33938-8. с. 350. Посетен на 6 януари 2016.
61. ↑  Brandreth 2007, с. 185.
62. ↑  Brandreth 2007, с. 196.
63. ↑  Brandreth 2007, с. 162.
64. ↑  Brandreth 2007, с. 183.
65. ↑  Graham, с. 42
66. ↑  Brandreth 2007, с. 206.
67. ↑  Graham, с. 47 – 48
68. ↑  Graham, с. 48
69. ↑  Brandreth 2007, с. 207 – 208.
70. ↑  Kelley, с. 465
71. ↑  Junor, Charles, с. 48
72. ↑  Junor. The Duchess.   с. 68.
73. ↑  Brandreth 2007, с. 235.
74. ↑  Brandreth 2007, с. 269 – 270.
75. ↑  Brandreth 2007, с. 257.
76. ↑  "The Camillagate Tapes" Архив на оригинала от 1 юли 2010 в Wayback Machine., 18 декември 1989, phone transcript, Phone Phreaking
77. ↑  Brandreth 2007, с. 258 – 264.
78. ↑  Brandreth 2007, с. 275.
79. ↑  Brandreth 2007, с. 274 – 276.
80. ↑  Brandreth 2007, с. 280.
81. ↑  Dimbleby, с. 395
82. ↑  Junor. The Duchess.   с. 125.
83. ↑  McLaren, Leah. An honest woman at last? //   11 май 2002. Посетен на 19 септември 2022.
84. ↑  Charles and Camilla go public //   BBC News, 29 януари 1999.  Архивиран от оригинала на 5 май 2014. Посетен на 22 септември 2022.
85. ↑  Tweedie, Neil. Charles and Camilla, after Diana //  The Daily Telegraph.   11 февруари 2005.  Архивиран от оригинала на 10 януари 2022. Посетен на 22 септември 2022.
86. ↑  Queen meets Camilla as relationship thaws //  The Free Library.   Sunday Mercury (Birmingham, England), 4 юни 2000. Посетен на 22 септември 2022.
87. ↑  Brandreth 2007, с. 295.
88. ↑  Prince pleased with Queen's Camilla invite //  The Birmingham Post.   13 май 2002. Посетен на 22 септември 2022.
89. ↑  Summerskill, Ben. The Observer Profile: Camilla Parker Bowles //  The Observer.   14 юли 2002.  Архивиран от оригинала на 31 декември 2013. Посетен на 22 септември 2022.
90. ↑  Bates, Stephen. Charles pays for extra Camilla security guards //  The Guardian.   11 май 2002. Посетен на 22 септември 2022.
91. ↑  Brandreth 2007, с. 284.
92. ↑  Brandreth 2007, с. 296 – 297.
93. ↑  In Pictures: Charles and Camilla //  The Guardian.    Архивиран от оригинала на 7 октомври 2013. Посетен на 5 октомври 2013.
94. ↑  Brandreth 2007, с. 8 – 15
95. ↑  Graham, с. 7
96. ↑  Royal Marriage //   Parliament of the United Kingdom, 17 март 2005.  Архивиран от оригинала на 2 април 2015. Посетен на 19 септември 2022.
97. ↑  Royal Marriage //   Parliament of the United Kingdom, 24 февруари 2005.  Архивиран от оригинала на 2 април 2015. Посетен на 19 септември 2022.
98. ↑  Prince Charles to marry longtime lover Camilla //   NBC News, 10 февруари 2005. Посетен на 19 септември 2022.
99. ↑  Camilla hate mail is passed on to police //  Gazette and Herald.   29 април 2005. Посетен на 19 септември 2022.
100. ↑  Prayer and Dedication after a Civil Marriage //  The Church of England.    Архивиран от оригинала на 23 април 2011. Посетен на 6 октомври 2017.
101. ↑  Prince Charles, Camilla change wedding plans //  Chicago Tribune.   18 февруари 2005.  Архивиран от оригинала на 24 юни 2012. Посетен на 22 септември 2022.
102. ↑  Dear, Paula. Fans 'panic buy' 8 April mementos //   BBC News, 5 април 2005.  Архивиран от оригинала на 25 август 2007. Посетен на 19 септември 2022.
103. ↑  Prince Charles Postpones Wedding to Attend Funeral //  The New York Times.   4 април 2005.  Архивиран от оригинала на 6 февруари 2022. Посетен на 19 септември 2022.
104. ↑  Q&A: Queen's wedding decision //   BBC News, 23 февруари 2005.  Архивиран от оригинала на 11 януари 2009. Посетен на 19 септември 2022.
105. ↑  Wedding role for William and Tom //   BBC News, 23 март 2005.  Архивиран от оригинала на 14 юни 2012. Посетен на 19 септември 2022.
106. ↑  Brandreth 2007, с. 334
107. ↑  Brandreth 2007, с. 333.
108. ↑  Royal newlyweds begin honeymoon //   BBC News, 9 април 2005.  Архивиран от оригинала на 16 ноември 2013. Посетен на 19 септември 2022.
109. ↑  Royal newlyweds break off honeymoon to meet pupils //  The Birmingham Post.   15 април 2005. Посетен на 19 септември 2022.
110. ↑  Coronation on 6 May for King Charles and Camilla, Queen Consort //   11 октомври 2022. Посетен на 11 октомври 2022.
111. ↑  Coronation of King Charles III to take place in May //   11 октомври 2022. Посетен на 11 октомври 2022.
112. ↑  Davies, Caroline (24 December 2005). "First royal Sandringham Christmas for Camilla". The Daily Telegraph. UK. Архивирано от оригинала на 10 January 2022. Посетено на 14 януари 2009.
113. ↑  Eden, Richard (24 June 2012). "The Queen tells the Duchess of Cambridge to curtsy to the 'blood princesses'". The Daily Telegraph. UK. Архивирано от оригинала на10 януари 2022. Посетено на 26 юли 2012.
114. ↑  Duchess of Cornwall wears Queen Mother's Tiara //   Femalefirst.co.uk, 8 март 2006. Посетен на 20 септември 2022.
115. ↑  Residences //   Prince of Wales official website.  Архивиран от оригинала на 24 август 2015. Посетен на 20 септември 2022.
116. ↑  BREAKING: King Charles drives through Wiltshire after helicopter drops Camilla home //  Wiltshire 999s.   14 септември 2022. Посетен на 20 септември 2022. (на британски английски)
117. ↑  Are the reports that The Duchess is still a smoker true? //  Prince of Wales.   Посетен на 20 септември 2022.
118. ↑  Charles sees Camilla in hospital //   BBC News, 5 март 2007.  Архивиран от оригинала на 23 март 2007. Посетен на 20 септември 2022.
119. 1 2  Carrell, Severin. Camilla breaks leg hillwalking //  The Guardian.   8 април 2010. Посетен на 20 септември 2022.
120. ↑  Prince Charles, Camilla's Car Attacked By Student Protesters in London //  huffingtonpost.   9 декември 2010.  Архивиран от оригинала на 23 март 2013. Посетен на 8 октомври 2012.
121. ↑  Royal car attacked in protest after MPs' fee vote //   BBC News, 10 декември 2010.  Архивиран от оригинала на 10 декември 2010. Посетен на 20 септември 2022.
122. ↑  Prince Charles and Duchess of Cornwall unhurt in attack //   BBC News, 10 декември 2010.  Архивиран от оригинала на 23 февруари 2012. Посетен на 20 септември 2022.
123. ↑  The Queen makes Camilla a Dame Grand Cross //   BBC News, 9 април 2012.  Архивиран от оригинала на 20 юни 2012. Посетен на 20 септември 2022.
124. ↑  Duchess of Cornwall Inn //   Посетен на 20 септември 2022.
125. ↑  Prince Charles requests Poundbury pub to be named after Camilla //   BBC News, 31 март 2015.  Архивиран от оригинала на 20 юли 2018. Посетен на 20 септември 2022.
126. ↑  Orders for 9 June 2016 //   Privy Council Office, 9 юни 2016.  Архивиран от оригинала на 2016-08-09. Посетен на 20 септември 2022.
127. ↑  New appointments to the Order of the Garter announced //  The Royal Family.   31 декември 2021. Посетен на 20 септември 2022. The appointments are effective from 1st January, 2022.
128. ↑  Camilla, wife of Britain's Prince Charles, tests positive for Covid-19 //  NBC News.   14 февруари 2022. Посетен на 20 септември 2022.
129. ↑  Landler, Mark. Camilla tests positive for the coronavirus //  The New York Times.   14 февруари 2022. Посетен на 20 септември 2022.
130. ↑  Covid: Prince Charles and Camilla get first vaccine //  BBC News.   10 февруари 2021. Посетен на 20 септември 2022.
131. ↑  Furness, Hannah. The Queen makes 'generous' private donation to Ukraine fund as Royal family shows its support //  The Daily Telegraph.   3 март 2022. Посетен на 20 септември 2022.
132. ↑  Brandreth 2007, с. 321
133. ↑  Charles and Camilla begin US tour //   BBC News, 1 ноември 2005.  Архивиран от оригинала на 16 септември 2013. Посетен на 20 септември 2022.
134. ↑  Charles, Camilla dine at White House //  USA Today.   2 ноември 2005.  Архивиран от оригинала на 12 май 2014. Посетен на 20 септември 2022.
135. ↑  Prince Charles, Camilla see Katrina's aftermath //  USA Today.   4 ноември 2005.  Архивиран от оригинала на 7 ноември 2005. Посетен на 20 септември 2022.
136. ↑  Royal couple set for foreign tour //   BBC News, 19 март 2006.  Архивиран от оригинала на 8 ноември 2006. Посетен на 20 септември 2022.
137. ↑  TRH to visit Turkey //   The Prince of Wales-Press release.  Архивиран от оригинала на 9 август 2012. Посетен на 5 януари 2012.
138. ↑  The Prince of Wales and The Duchess of Cornwall to go on a tour of East Asia //    Архивиран от оригинала на 9 август 2012. Посетен на 5 януари 2012.
139. ↑  Royals set for Chilean visit //   SANTIAGO (AFP).  Архивиран от оригинала на 25 февруари 2014. Посетен на 5 януари 2012.
140. ↑  The Prince of Wales and The Duchess of Cornwall to undertake a tour of Central Europe //    Архивиран от оригинала на 9 август 2012. Посетен на 5 март 2012.
141. ↑  TRH to attend the opening of the Commonwealth Games in India //    Архивиран от оригинала на 15 февруари 2012. Посетен на 6 варт 2012.
142. ↑  Prince of Wales and Duchess of Cornwall to visit Morocco //   BBC News, 14 март 2011.  Архивиран от оригинала на 25 април 2011. Посетен на 6 март 2012.
143. ↑  The Prince of Wales and the Duchess of Cornwall to visit Portugal, Spain and Morocco //    Архивиран от оригинала на 15 февруари 2012. Посетен на 6 март 2012.
144. ↑  The Duchess of Cornwall attends the 125th Wimbledon Championships //   princeofwales.gov.uk.  Архивиран от оригинала на 5 август 2011. Посетен на 3 май 2012.
145. ↑  Prince Charles visits riot-hit London community //   Time Live.  Архивиран от оригинала на 21 август 2011. Посетен на 6 март 2012.
146. ↑  London riots: Charles and Camilla hear Victims Tales //   BBC News, 17 август 2011.  Архивиран от оригинала на 12 март 2012. Посетен на 6 март 2012.
147. ↑  Lamdem, Tim. London Riots Anniversary: Prince Charles and Camilla return to Tottenham //   Tottenham and Wood Green Journal.  Архивиран от оригинала на 13 февруари 2012. Посетен на 7 март 2012.
148. ↑  9/11 Anniversary //  The Telegraph.   London, 11 септември 2011.  Архивиран от оригинала на 10 януари 2022. Посетен на 11 септември 2011.
149. ↑  The Prince of Wales and The Duchess of Cornwall to tour Commonwealth and Gulf Countries //    Архивиран от оригинала на 15 февруари 2012. Посетен на 7 март 2012.
150. ↑  The Prince of Wales and The Duchess of Cornwall to visit Norway, Sweden and Denmark //   princeofwales.gov.uk.  Архивиран от оригинала на 9 август 2012. Посетен на 12 април 2012.
151. ↑  The Prince of Wales and The Duchess of Cornwall arrive in Canada to celebrate the Diamond Jubilee //   princeofwales.gov.uk.  Архивиран от оригинала на 9 август 2012. Посетен на 25 май 2012.
152. ↑  Puente, Maria. Prince Charles and Camilla head Down Under for tour //  USA Today.   2 ноември 2012.  Архивиран от оригинала на 13 ноември 2012. Посетен на 13 ноември 2012.
153. ↑  Camilla to present Melbourne Cup //  ABC News.   6 ноември 2012.  Архивиран от оригинала на 12 ноември 2012. Посетен на 13 ноември 2012.
154. ↑  Queen's Speech: Prince Charles attends State Opening of Parliament //  The Daily Telegraph.   8 май 2013.  Архивиран от оригинала на 10 януари 2022. Посетен на 9 юни 2013.
155. ↑  John, Simi. Queen Beatrix of the Netherlands Abdicates: Prince Charles and Camilla Attend Gala Dinner in Amsterdam //  International Business Times.   30 април 2013.  Архивиран от оригинала на 4 октомври 2019. Посетен на 13 юни 2013.
156. ↑  "Prince Charles and Camilla, Duchess of Cornwall, will make an official visit to Mexico and Colombia this year". Hello!. 11 July 2014. Архивирано от оригинала на 13 юли 2014. Посетено на 18 юли 2014.
157. ↑  Prince Charles and Camilla to visit Northern Ireland and the Republic, Clarence House announces //   belfasttelegraph.co.uk, 21 април 2015.  Архивиран от оригинала на 20 юни 2015. Посетен на 16 май 2015.
158. ↑  Prince Charles, Camilla land in Australia for key visit //   Fox News.  Архивиран от оригинала на 11 май 2018. Посетен на 11 май 2018.
159. ↑  The Prince of Wales and The Duchess of Cornwall will visit The Gambia, Ghana and Nigeria //    Архивиран от оригинала на 5 декември 2018. Посетен на 4 декември 2018.
160. ↑  Prince Charles and Camilla make history in Cuba //   BBC News, 25 март 2019.  Архивиран от оригинала на 2 април 2019. Посетен на 10 май 2019.
161. ↑  Petit, Stephanie. Prince Charles and Camilla Arrive in Greece for First Overseas Visit Since Most Recent U.K. Lockdown //    Архивиран от оригинала на 24 март 2021. Посетен на 24 март 2021.
162. ↑  Royal visit: Prince Charles and Camilla in County Waterford //  BBC.   Посетен на 24 март 2022.
163. ↑  Rhoden-Paul, Andre. Charles and Camilla visit Canada on royal tour to mark Platinum Jubilee //  BBC.   Посетен на 18 юни 2022.
164. ↑  In tribute: A sampling of Mr Blackwell's worst-dressed list //  The Guardian.   Посетен на 20 септември 2022.
165. 1 2 3  Leaper, Caroline. How Camilla, Duchess of Cornwall, is finding her own sense of regal elegance at 69 //  The Daily Telegraph.   4 април 2017.  Архивиран от оригинала на 10 януари 2022. Посетен на 20 септември 2022.
166. ↑  As Camilla, Duchess of Cornwall, turns 70, look back at her best fashion moment //  The Telegraph.   17 юли 2017.  Архивиран от оригинала на 10 януари 2022. Посетен на 20 септември 2022.
167. ↑  Hattersley, Giles. HRH The Duchess Of Cornwall Makes Her Debut In British Vogue – And Speaks Candidly About The Future Of The Firm //  British Vogue.   Посетен на 20 септември 2022.
168. ↑  Royal Family lead Tatler's 2018 best-dressed Brits list //   BBC News, 2 август 2018.  Архивиран от оригинала на 18 октомври 2018. Посетен на 20 септември 2022.
169. 1 2 3 4 5  Patronages //   Посетен на 19 септември 2022.
170. ↑  "Camilla on royal visit at Hampstead school" Архив на оригинала от 2009-06-03 в Wayback Machine., Hampstead and Highgate Express, 25 февруари 2009.
171. ↑  Camilla (Duchess of Cornwall) Proud to be Patron of Podiatry //  podiatrym.com.   Посетен на 24 септември 2012.
172. ↑  The Duchess of Cornwall visits Battersea Dogs and Cats Home Old Windsor and is announced as the charity's new Royal Patron //   The Royal Household. Посетен на 4 февруари 2017.
173. ↑  Duchess of Cornwall 'very proud' to be BFBS Patron //  Forces Network.   Посетен на 20 декември 2021.
174. ↑  Royal Academy of Arts Celebrates HRH The Duchess of Cornwall as New Patron of The Royal Academy Friends //   Royal Academy of Arts. Посетен на 12 март 2019.
175. ↑  P. G. Wodehouse Society //   wodehouse-society. Посетен на 28 November 2018.
176. ↑  Platinum Jubilee: Royal Family members to join street-party style lunches //   30 май 2022. Посетен на 20 септември 2022.
177. ↑  Duchess of Cornwall presents medals to navy medics //   BBC News, 27 януари 2012.  Архивиран от оригинала на 20 август 2018. Посетен на 20 юни 2018.
178. ↑  The Prince of Wales and The Duchess of Cornwall: Diary //   princeofwales.gov.uk.  Архивиран от оригинала на 2 юни 2014. Посетен на 1 юни 2014.
179. ↑  Duchess of Cornwall elected as university chancellor //  The Guardian.    Архивиран от оригинала на 6 февруари 2022. Посетен на 10 март 2013.
180. ↑  Camilla vows to break 'taboo' over discussing domestic abuse //    Архивиран от оригинала на 29 юни 2020. Посетен на 29 юни 2020.
181. ↑  Jobson, Robert. Camilla to be president of Women of the World festival //  London Evening Standard, Royal Editor.   16 февруари 2015.  Архивиран от оригинала на 20 септември 2018. Посетен на 5 March 2015.
182. ↑  Our History //  The Royal Commonwealth Society.    Архивиран от оригинала на 13 април 2021. Посетен на 7 март 2021.
183. ↑  Kolirin, Lianne. Camilla, Duchess of Cornwall is ballet-dancing her way through lockdown //   CNN.  Архивиран от оригинала на 29 април 2020. Посетен на 29 април 2020.
184. ↑  Furness, Hannah. Queen's Platinum Champions Awards for volunteers launched by Duchess of Cornwall //  The Telegraph.   Посетен на 15 март 2022.
185. ↑  Camilla replaces Meghan as royal patron of National Theatre //  Sky News.   Посетен на 20 септември 2022.
186. ↑  Soames, Emma. Camilla's dearest cause //  The Daily Telegraph.   20 ноември 2006.  Архивиран от оригинала на 17 декември 2013. Посетен на 14 септември 2013.
187. ↑  Camilla Book //   Getty Images.  Архивиран от оригинала на 24 септември 2015. Посетен на 4 септември 2015.
188. ↑  Celia Hall. Camilla launches guide to preventing osteoporosis //  The Daily Telegraph.   1 март 2002.  Архивиран от оригинала на 10 януари 2022. Посетен на 4 септември 2015.
189. ↑  Parker Bowles joins NHS debate //   BBC News, 26 април 2002.  Архивиран от оригинала на 29 октомври 2013. Посетен на 7 октомври 2013.
190. ↑  Duchess speaks on osteoporosis during the royal couple's visit to NIH's Clinical Center //   clinicalcenter.nih.gov, 5 декември 2005.  Архивиран от оригинала на 4 април 2015. Посетен на 23 юли 2015.
191. ↑  Duchess of Cornwall's Archers debut //   BBC News.  Архивиран от оригинала на 19 юли 2016. Посетен на 9 септември 2015.
192. ↑  Sequins and salsa for Strictly fan Camilla as she joins Craig Revel Horwood for night at theatre". Hello!. 20 June 2013. Архивиран от оригинала на 4 март 2016. Посетен на 9 септември 2015.
193. ↑  Camilla meets osteoporosis experts //    Архивиран от оригинала на 5 март 2016. Посетен на 23 юли 2015.
194. ↑  Osteoporosis Centre gets royal seal of approval //   13 декември 2012.  Архивиран от оригинала на 24 юли 2015. Посетен на 23 юли 2015.
195. ↑  Camilla given osteoporosis award //   BBC News, 17 май 2005.  Архивиран от оригинала на 19 октомври 2013. Посетен на 27 август 2013.
196. ↑  Campbell, Denis. Camilla wins award for osteoporosis campaign //  The Observer.   27 октомври 2007.  Архивиран от оригинала на 19 октомври 2013. Посетен на 27 август 2013.
197. ↑  The Duchess of Cornwall has officially named a new hospital clinic as part of a day-long tour of Cornwall. //   BBC News, 5 юли 2007.  Архивиран от оригинала на 19 октомври 2013. Посетен на 7 октомври 2013.
198. ↑  Royal Patronage awarded to the osteoporosis service by Her Royal Highness the Duchess of Cornwall, recognised the valuable local, national and international work of experts at the Royal Cornwall Hospitals Trust //    Архивиран от оригинала на 19 октомври 2013. Посетен на 7 окномври 2013.
199. ↑  The Duchess of Cornwall attends the official launch of the Royal Osteoporosis Society //   princeofwales.gov.uk, 13 февруари 2019.  Архивиран от оригинала на 10 май 2019. Посетен на 10 май 2019.
200. ↑  Supporting victims of rape and sexual abuse //   princeofwales.com.  Архивиран от оригинала на 15 март 2015. Посетен на 14 март 2015.
201. ↑  "Duchess of Cornwall hosts a reception supporting survivors of rape and sexual abuse". Marie Claire. 5 февруари 2013. Архивиран от оригинала на 29 октомври 2013. Посетен на 22 юни 2013.
202. ↑  Kirk, Tristan. Duchess of Cornwall opens new rape support centre in Ealing //  harrowtimes.co.uk.   13 юли 2010.  Архивиран от оригинала на 29 октомври 2013. Посетен на 29 юли 2013.
203. ↑  Duchess of Cornwall visits rape crisis centre in Essex //   BBC News.  Архивиран от оригинала на 4 април 2019. Посетен на 4 април 2019.
204. ↑  Bobby Van Patron, HRH Duchess of Cornwall, supports domestic abuse campaign //  Wiltshire Bobby Van Trust.    Архивиран от оригинала на 2022-09-20. Посетен на 20 септември 2022.
205. ↑  Duchess of Cornwall visits 'moving' Manchester photo exhibition //  BBC.   Посетен на 20 септември 2022.
206. ↑  "Duchess of Cornwall hosts a reception supporting survivors of rape and sexual abuse". Marie Claire. 5 February 2013. Архивиран от оригинала на 29 октомври 2013. Посетен на 22 юни 2013.
207. ↑  Skyes, Tom. Camilla's Compassion For Rape Victims //  Daily Beast.   6 February 2013.  Архивиран от оригинала на 29 октомври 2013. Посетен на 7 август 2013.
208. ↑  Heritage, Canadian. 2014 Royal Tour of Canada by Their Royal Highnesses The Prince of Wales and The Duchess of Cornwall – Canada.ca //  www.canada.ca.    Архивиран от оригинала на 9 април 2018. Посетен на 9 април 2018.
209. ↑  Camilla, Duchess of Cornwall, is using her royal profile to draw attention to sexual violence //   chatelaine.com, 19 юни 2017.  Архивиран от оригинала на 15 януари 2019. Посетен на 14 януари 2019.
210. ↑  Javed, Saman. Duchess of Cornwall named as patron of Nigeria's first sexual assault referral centre //  The Independent.    Архивиран от оригинала на 7 септември 2021. Посетен на 7 септември 2021.
211. ↑  Coughlan, Sean. Camilla warns of culture normalising sexual violence //  BBC News.    Архивиран от оригинала на 2 ноември 2021. Посетен на 3 ноември 2021.
212. ↑  Camilla and May back NHS campaign to help victims and survivors of abuse //   7 февруари 2022. Посетен на 20 септември 2022.
213. ↑  Grierson, Jamie. Camilla and May back NHS campaign to help victims and survivors of abuse //  The Guardian.    Архивиран от оригинала на 15 юли 2022. Посетен на 15 юли 2022.
214. ↑  Zatz, Sydney. Camilla shows support during Sexual Abuse and Sexual Violence Awareness Week //  Royal Central.    Архивиран от оригинала на 15 юли 2022. Посетен на 15 юли 2022.
215. ↑  The Duchess of Cornwall celebrates International Literacy Day //   princeofwales.gov.uk.  Архивиран от оригинала на 4 декември 2017. Посетен на 20 май 2014.
216. ↑  Duchess of Cornwall Donates Books To Charity //  looktothestars.org.   2 юни 2011.  Архивиран от оригинала на 10 ноември 2013. Посетен на 9 октомври 2013.
217. ↑  Camilla joins our literacy campaign //  Evening Standard.   7 юни 2011.  Архивиран от оригинала на 16 декември 2013. Посетен на 10 май 2014.
218. ↑  HRH the Duchess of Cornwall launches our search for Literacy Heroes //  literacytrust.org.uk.   4 октомври 2013.  Архивиран от оригинала на 18 март 2016. Посетен на 9 октомври 2013.
219. ↑  Theo Walcott joins Her Royal Highness The Duchess of Cornwall to launch Premier League Reading Stars //  literacytrust.org.uk.   26 януари 2012.  Архивиран от оригинала на 20 март 2016. Посетен на 9 октомври 2013.
220. ↑  A message from HRH The Duchess of Cornwall for the National Literacy Trust's 'Literacy Heroes' Campaign //   princeofwales.gov.uk, 4 октомври 2013.  Архивиран от оригинала на 23 юли 2015. Посетен на 17 юли 2015.
221. ↑  Stacey, Danielle (23 April 2020). "Duchess of Cornwall encourages young people to take on this challenge during lockdown". Hello!. Архивиран от оригинала на 22 октомври 2020. Посетен на 7 март 2021.
222. ↑  BBC Radio 2's 500 Words is launched with The Duchess of Cornwall as Honorary Judge //   Official website of the Prince of Wales. Посетен на 1 април 2018.
223. ↑  500 words – HRH the Duchess of Cornwall //   BBC Radio 2.  Архивиран от оригинала на 2 април 2018. Посетен на 1 април 2018.
224. ↑  Brown, Georgia (1 September 2021). "Duchess Camilla's cake recipe features an unexpected secret ingredient". Hello!. Архивирано от оригинала на 2 септември 2021. Посетен на 1 септември 2021.
225. ↑  Duchess of Cornwall launches new Reading Room club for book lovers //  ITV News.    Архивиран от оригинала на 8 януари 2021. Посетен на 9 януари 2021.
226. ↑  Stacey, Danielle. The Duchess of Cornwall reveals her favourite book to read to her grandchildren //  Hello!.    Архивиран от оригинала на 3 октомври 2021. Посетен на 3 октомври 2021.
227. ↑  Petit, Stephanie. Why Camilla, Duchess of Cornwall Took a Tourist Pic Inside One of the U.K.'s Iconic Red Telephone Boxes //  People.    Архивиран от оригинала на 7 януари 2022. Посетен на 7 януари 2022.
228. ↑  Our President: HRH The Duchess of Cornwall //    Архивиран от оригинала на 3 октомври 2013. Посетен на 9 октомври 2013.
229. ↑  Sydney, Grace. Camilla, Duchess of Cornwall Adopts Rescue Puppy //   22 август 2011.  Архивиран от оригинала на 10 ноември 2013. Посетен на 9 октомври 2013.
230. ↑  Sydney, Grace. Camilla, Duchess of Cornwall Adopts Second Rescue Puppy //   3 октомври 2012.  Архивиран от оригинала на 14 юли 2014. Посетен на 14 юни 2014.
231. ↑  Camilla opens new equine veterinary facilities //   29 февруари 2012.  Архивиран от оригинала на 10 ноември 2013. Посетен на 9 октомври 2013.
232. ↑  Fortnum & Mason to stock royal honey from the Duchess of Cornwall's bees //  Evening Standard.    Архивиран от оригинала на 19 април 2020. Посетен на 19 януари 2020.
233. ↑  "The Duchess of Cornwall's honey is a huge success in Fortnum & Mason". Hello!. 24 April 2015. Архивирано от оригинала на 27 април 2015. Посетено на 25 април 2015.
234. ↑  Duchess takes on the Duchy in the battle of the royal honeycombs //  The Daily Telegraph.   1 април 2015.  Архивиран от оригинала на 10 януари 2022. Посетен на 3 април 2015.
235. ↑  Five products raising funds for charities around the UK //   fundraising.co.uk, 12 януари 2018.  Архивиран от оригинала на 28 януари 2020. Посетен на 28 януари 2020.
236. ↑  The Duchess and credit union //   princeofwales.gov.uk.  Архивиран от оригинала на 23 юли 2015. Посетен на 18 юли 2015.
237. ↑  The Duchess of Cornwall hosts a reception for representatives of the credit union sector //   princeofwales.gov.uk, 16 октомври 2014.  Архивиран от оригинала на 20 юли 2015. Посетен на 18 юли 2015.
238. ↑  Duchess of Cornwall praised for backing anti-FGM campaign //   figo.org.  Архивиран от оригинала на 25 декември 2016. Посетен на 26 ятуари 2017.
239. ↑  Charities and Patronages //  princeofwales.gov.uk.    Архивиран от оригинала на 17 октомври 2012. Посетен на 24 септември 2012.
240. 1 2  Camilla, duchess of Cornwall | Biography, Wedding, & Facts | Britannica //   Посетен на 20 сепември 2022.
241. ↑  Prince Charles to marry Camilla //  BBC News.   10 февруари 2005. Посетен на 5 август 2022.
242. 1 2  HRH The Duchess of Cornwall //  The Prince of Wales and The Duchess of Cornwall.   Посетен на 20 септември 2022.
243. ↑  The Queen Consort //  The Royal Family.   Посетен на 20 септември 2022.
244. ↑  The Royal Title that Camilla and Princess Diana Shared //  Harper's Bazaar.    Архивиран от оригинала на 3 януари 2019. Посетен на 2 януари 2019. When she married Prince Charles, "Camilla was not popular or well liked, [though] this has changed a lot since the marriage as Camilla has taken on a lot of patronages and Charles is a lot happier," [Marlene] Koenig says. "Still, [there was] a lot of tension and anger among a certain element of the population—so it was decided that Camilla would be styled as the Duchess of Cornwall, even though, of course, she is the Princess of Wales."
245. ↑  HRH The Duke of Edinburgh //  College of Arms.    Архивиран от оригинала на 11 април 2021. Посетен на 7 май 2021.
246. ↑  Prince Philip's Duke of Edinburgh title will pass to another royal when Charles is king //  9Honey.    Архивиран от оригинала на 24 юни 2021. Посетен на 20 юни 2021.
247. ↑  What Camilla's Title Will Be When Prince Charles Becomes King //  Harper's Bazaar.    Архивиран от оригинала на 4 ноември 2018. Посетен на 2 януари 2019.
248. ↑  Camilla can legally be queen //   CBC News.  Архивиран от оригинала на 2 януари 2014. Посетен на 24 май 2009.
249. ↑  Camilla might still become Queen //  The Times.   UK.  Архивиран от оригинала на 11 май 2015.
250. ↑  Clarence House press release //   Clarence House.  Архивиран от оригинала на 24 юни 2014. Посетен на 6 април 2018.
251. ↑  'London Bridge is down': the secret plan for the days after the Queen's death //  The Guardian.   17 март 2017.  Архивиран от оригинала на 27 май 2019. Посетен на 2 януари 2019.
252. ↑  Furness, Hannah. Could Camilla become Queen after all? Clarence House quietly removes statement about Duchess of Cornwall's future role //  The Telegraph.   10 март 2018.  Архивиран от оригинала на 10 януари 2022. Посетен на 6 април 2018.
253. ↑  Sewell, Katie. Why Camilla will not be queen when Prince Charles becomes king //  The Cornishman.   8 април 2021.  Архивиран от оригинала на 15 април 2021. Посетен на 14 април 2021.
254. ↑  Coughlan, Sean. Queen wants Camilla to be known as Queen Consort //  BBC.    Архивиран от оригинала на 5 февруари 2022. Посетен на 5 февруари 2022.
255. ↑  Announcement of the death of The Queen //  The Royal Family.   Посетен на 8 септември 2022.
256. ↑  Greeting a member of The Royal Family, Royal Household, 15 януари 2016, посетено на 20 септември 2022.
257. ↑  Titles and Heraldry //   princeofwales.gov.uk.  Архивиран от оригинала на 7 септември 2015. Посетен на 8 септември 2015.
258. ↑  "The Duchess of Cornwall appointed to the Royal Victorian Order" (Press release). Queen's Printer. 9 април 2012. Архивирано от оригинала на 11 април 2012. Посетено на 9 април 2012.
259. 1 2  Diamond Jubilee: Charles and Camilla on Papua New Guinea tour //   BBC News, 3 ноември 2012.  Архивиран от оригинала на 20 август 2018. Посетен на 20 юни 2018.
260. ↑  Coughlan, Sean. Blair becomes 'Sir Tony' and joins top royal order //   31 December 2021.  Архивиран от оригинала на 31 декември 2021. Посетен на 31 декември 2021.
261. ↑  New appointments to the Order of the Garter announced //  The Royal Family.    Архивиран от оригинала на 31 декември 2021. Посетен на 1 January 2022. The appointments are effective from 1st January, 2022.
262. ↑  The Duchess of Cornwall – Biography //   princeofwales.gov.uk.  Архивиран от оригинала на 18 юни 2016. Посетен на 23 юне 2016.
263. ↑  TRH THE PRINCE OF WALES AND THE DUCHESS OF CORNWALL AWARDED WITH THE MEXICAN ORDER OF THE AZTEC EAGLE //   Official website of the Mexican Embassy in the United Kingdom.  Архивиран от оригинала на 11 април 2019. Посетен на 11 април 2019.
264. ↑  Camilla, Duchess of Cornwall takes the oath to become an Honorary... //  Getty Images.    Архивиран от оригинала на 5 март 2016.
265. ↑  Duchess of Cornwall elected as university chancellor //  The Guardian.    Архивиран от оригинала на 6 февруари 2022. Посетен на 10 варт 2013.
266. ↑  Orders for 9 юни 2016 //   Privy Council Office.  Архивиран от оригинала на 9 август 2016. Посетен на 11 юни 2016.
267. ↑  Court Circular 25 January 2017
268. ↑  Court Circular 26 January 2017
269. ↑  Camilla Named First Female Chancellor of Aberdeen University //  Female First.   Посетен на 1 September 2021.
270. ↑  University awards honorary degree to Royal //   southampton.ac.uk, 10 February 2016.  Архивиран от оригинала на 8 март 2016. Посетен на 2 March 2016.
271. 1 2 3 4 5 6  Royal Duties – The Duchess of Cornwall //   Clarence House. Посетен на 1 октомври 2020.
272. ↑  Ilse, Jess. What is a royal ship sponsor? //  Royal Central.   Посетен на 30 юни 2021.
273. ↑  Menendez, Elisa. Prince Philip seen in public for first time in a year as he hands over military role to Camilla //  Metro.   Посетен на 23 юли 2020.
274. ↑  "Camilla's coat of arms unveiled". BBC News. 17 юли 2005. Архивирано от оригинала на 5 август 2017. Посетено на 27 юни 2010.
275. 1 2 3  "The Coat of Arms of HRH The Duchess of Cornwall". College of Arms. Архивирано от оригинала на 8 юни 2011. Посетено на 9 април 2011.
276. ↑  Shand, George (1877). Some Notices of the Surname of Shand, Particularly of the County of Aberdeen (PDF). Norwich: Miller and Leavins. с. 8–10. Архивирано (PDF) от оригинала на 29 ноември 2021. Посетено на 29 ноември 2021.
277. ↑  "HRH The Duchess of Cornwall". The Heraldry Society. 2 март 2018. Архивирано от оригинала на 28 ноември 2021. Посетено на 28 ноември 2021.
278. 1 2 3 4 5  Reitwiesner, William Addams. The ancestry of HRH The Duchess of Cornwall //    Архивиран от оригинала на 16 юни 2012. Посетен на 2022-11-07. (на английски)
279. ↑  Brandreth 2007, с. 30.
280. ↑  Brandreth 2007, с. 32.
281. 1 2  Brandreth 2007, с. 57.
282. ↑  Brandreth 2007, с. 36.
283. ↑  UELAC.org - Events - Royal Visit November 2009 //  www.uelac.org.    Архивиран от оригинала на 4 март 2016.
284. ↑  Kissing cousins! //  The Free Library.   Evening Chronicle (Newcastle, England).  Архивиран от оригинала на 10 ноември 2013. Посетен на 9 май 2012.
285. ↑  Experts Discover that Prince Charles and Camilla Parker-Bowles are Distantly Related //  Ancestry.com.    Архивиран от оригинала на 4 август 2010. Посетен на 4 септември 2012.